# Эскадренные миноносцы проекта 956
Эскадренные миноносцы проекта 956 «Сарыч» — серия советских эскадренных миноносцев (эсминцев) 1-го ранга с управляемым ракетным вооружением дальней морской и океанской зоны, последний из разработанных и реализованных в СССР проектов кораблей класса эскадренный миноносец, кодовое обозначение НАТО Sovremenny class destroyer.
Корабли названы в честь сарыча — хищной птицы семейства ястребиных.
Эскадренные миноносцы проекта 956 строились на судостроительном заводе № 190 им. А. А. Жданова в период с 1976 по 1992 год включительно для Военно-Морского Флота СССР. Последние корабли серии достраивались уже для Военно-Морского Флота России. После распада СССР закладка новых и достройка нескольких уже заложенных кораблей проекта была прекращена из-за проблем с финансированием. Два корпуса в 1997—2000 годах были достроены по проекту 956-Э (в экспортном исполнении) по заказу Военно-морских сил Народной Освободительной Армии Китайской Народной Республики, ещё два корабля в 2000-х годах были построены на экспорт в КНР по модернизированному проекту 956-ЭМ.
С момента вступления в строй и до окончания холодной войны эскадренные миноносцы проекта 956 интенсивно эксплуатировались на различных морских театрах (от Баренцева моря до Персидского залива), активно участвовали в боевой службе советского Военно-Морского Флота, демонстрировали советское военно-морское присутствие в Мировом океане, в том числе и в зонах вооружённых конфликтов.

## Предыстория
После ликвидации в 1950-е годы в Военно-Морском Флоте СССР значительной части крупных надводных кораблей в 1960-е годы в них вновь возникла объективная необходимость: советский ВМФ вышел в Мировой океан, пополнился новыми кораблями, приступил к активному несению боевой службы в океанской зоне. В процессе несения боевой службы перед флотом был поставлен ряд новых задач: боевое охранение советских ракетных подводных лодок стратегического назначения, поиск и слежение за подводными лодками противника в готовности к их уничтожению, разведка авианосных группировок, сил и средств противолодочной войны противника, выявление морских коммуникаций и степень готовности потенциальных театров военных действий, выполнение внешнеполитических акций СССР.
Решение большей части этих задач было возможно осуществить с помощью соединений, возглавляемых авианесущими крейсерами со штурмовой и противолодочной авиацией на борту, но масштабное строительство авианесущих кораблей оказалось невозможно осуществить из-за высокой цены их строительства. Проблему отчасти решили созданием больших противолодочных кораблей, однако последние было необходимо прикрывать ракетными или ракетно-артиллерийскими кораблями, которых не хватало. Особенно остро проблема нехватки эскортных кораблей океанской зоны проявила себя в апреле 1970 года в ходе крупномасштабных манёвров «Океан».
Уже к 1970-м годам срок службы находящихся в составе Военно-Морского Флота эскадренных миноносцев со 130-мм артиллерией приблизился к предельному, а в перспективе количество таких кораблей в составе советского флота должно было уменьшиться. Кроме того, старые эсминцы проектов 30-бис и 56 (как и артиллерийские крейсера проектов 68-К и 68-бис) не были вооружены противокорабельными ракетами и начинали устаревать физически.
Было всё более очевидным что есть задачи, которые, скажем, никаким количеством кораблей одного класса не решить. Приходилось признать, что переоценка тяжёлых дальнобойных ракет и забвение артиллерии было ошибкой. Стало ясно — нам не хватает многоцелевых надводных ракетно-артиллерийских кораблей класса эскадренный миноносец.Павлов А. С. Эсминцы 1 ранга.

## История проектирования

### Оперативно-тактическое задание
Разработка эскадренных миноносцев проекта 956 была начата на основании постановления ЦК КПСС и Совета Министров СССР № 715—250 от 1 сентября 1969 года, утвердившего «Программу строительства кораблей и судов в 1971—1980 годах».
В оперативно-тактическом задании эсминец получил название «корабля огневой поддержки десанта», так как планировалось, что корабль будет действовать в основном совместно с десантными отрядами. Согласно ОТЗ корабль предназначался для:
1. подавления наземных малоразмерных целей, а также объектов противодесантной обороны, скоплений живой силы и боевой техники противника;
2. огневой поддержки противовоздушной и противокатерной обороны десанта в районе высадки и на переходе морем;
3. уничтожения надводных кораблей и десантно-высадочных средств противника совместно с другими силами флота.

Кроме этого корабли проекта 956 предполагалось использовать совместно с большими противолодочными кораблями проекта 1155: кораблестроители, работавшие над проектом, считали, что при выполнении типовых задач пара «эскадренный миноносец» — «большой противолодочный корабль» будет превосходить по боевой эффективности пару американских эскадренных миноносцев типа «Спрюэнс».

### Предварительный проект
Аванпроект корабля разрабатывался в Ленинграде в ЦКБ-53 («Северном проектно-конструкторском бюро»). В ходе предэскизного проектирования боевые задачи корабля постоянно расширялись, что потребовало от проектировщиков многовариантной предэскизной работы. Было принято решение рассмотреть различные комбинации средств вооружения в сочетании с различными типами энергетической установки (ЭУ): газотурбинной, дизель-газотурбинной и паротурбинной. Прототипы для вариантов эскадренного миноносца с различными энергетическими установками были выбраны А. К. Шныровым. Вариант с паротурбинной установкой (прототипом был выбран проект 1134) имел мачту-трубу, вариант с газотурбинной ЭУ имел две спаренные трубы подобно БПК проекта 61.
Для силуэтов кораблей этапа аванпроекта были характерны следующие общие особенности:
1. гладкопалубный корпус;
2. седловатость в носовой части;
3. линейное или линейно-возвышенное расположение артиллерийских установок главного калибра;
4. побортное расположение батареи малокалиберных зенитных артиллерийских комплексов АК-630М — МР-123 («Вымпел»);
5. приоритетно-возвышенное расположение антенных постов РЛС освещения воздушной и надводной обстановки.

Так как крупносерийное строительство кораблей типа (50 единиц) предполагалось развернуть на судостроительном заводе им. А. А. Жданова, главные размерения всех вариантов эсминца ограничивались размерами свободных построечных мест (длина — не более 146,0 м, ширина — 16,8 м), имевшихся в Советском Союзе на начало 1970-х годов. На этапе аванпроекта для механической установки было предложено четыре варианта паротурбинной установки традиционной эшелонной схемы, а также два варианта двигательной установки с главными газотурбинными двигателями (в вариантах как с линейным, так и эшелонным расположением). При этом суммарная стоимость газотурбинной установки и её эксплуатация оказались почти на 80 % выше аналогичных показателей паротурбинной установки.
Результаты работы над аванпроектом стали базой для выработки ТТЗ на эскизное проектирование.

### Эскизный проект
Приказом начальника ЦКБ-53 А. К. Перькова в январе 1971 года главным конструктором корабля стал К. А. Масленников (заместители И. И. Рубис и Ю. Т. Васильев). 18 июня 1971 года Главным управлением кораблестроения ВМФ Минобороны СССР был заключён договор № 927/е/1017-71 с Северным проектно-конструкторским бюро (ЦКБ-53) на разработку эскизного проекта нового эсминца, проект которого получил номер 956 и шифр «Сарыч».
Работа над эскизным проектом началась с анализа тринадцати вариантов состава вооружения и выбора типа ЭУ для будущего эсминца. Для всех вариантов были выполнены оценки кораблестроительных элементов; их результаты были использованы ЦНИИ им. академика А. Н. Крылова в расчётах военно-экономической эффективности. В заключении, представленном ЦНИИ и организациями ВМФ, оптимальным обликом эскадренного миноносца был признан вариант № 4 эскизного проекта. Но то обстоятельство, что относительный вес вооружения и боезапаса оказался ниже, чем на кораблях предыдущих проектов, стало одной из причин разработки дополнительных вариантов эскизного проекта. Так, в декабре 1971 года на первом рассмотрении материалов по проекту 956 у Главнокомандующего ВМФ СССР Адмирала Флота Советского Союза С. Г. Горшкова, Северному ПКБ было рекомендовано продолжить поиск оптимального варианта корабля. На это решение сильно повлияла информация о разработке в США проекта многоцелевого эскадренного миноносца типа «Спрюэнс»; во многом благодаря этому произошёл пересмотр назначения проекта 956, сопровождавшийся отказом от прежней концепции и приданием кораблю многоцелевых функций. Изменение назначения корабля нашло своё отражение в переклассификации проекта из «корабля огневой поддержки» в «эскадренный миноносец», как начиная с 1971 года разрабатываемый проект классифицировался в большинстве рабочих документов. Несмотря на это, как «эскадренный миноносец I ранга» он стал официально классифицироваться только по классификации, принятой Военно-Морским Флотом СССР в 1977 году.
Эскизный проект был рассмотрен вторично и утверждён С. Г. Горшковым 16 декабря 1972 года. Уточнение технического задания в ходе вторичного рассмотрения эскизного проекта привело к разработке окончательного варианта эскизного проекта под № 10. На варианте № 10 впервые за период проектирования была предусмотрена площадка для аварийной посадки вертолёта Ка-252. Зенитно-ракетным комплексом был выбран «Ураган», от четырёх ПКР П-15М «Термит» отказались в пользу восьми ПКР «Москит». В качестве орудий главного калибра окончательно выбрали автоматизированные АУ АК-130, а в качестве ЭУ — котлотурбинную (паротурбинную) энергетическую установку.
Окончательный выбор типа энергетической установки (котлотурбинной вместо более современной газотурбинной) был сделан Главкомом ВМФ С. Г. Горшковым после совещания с министром судостроительной промышленности СССР Б. Е. Бутомой. Это не бесспорное решение объяснялось несколькими причинами. Основным поставщиком газовых турбин в 1970-е годы был Южный турбинный завод, но на момент выбора типа ЭУ для проекта он был загружен заказами и с новыми заказами мог не справиться. В это же время, в Ленинграде на Кировском заводе простаивал паротурбинный цех. В пользу котлотурбинной установки приводили и тот аргумент, что на флоте на тот момент было много потребителей дизельного топлива, а в случае перебоев с ним корабли с КТУ, потреблявшие мазут, оказались бы в преимущественном положении. Но при этом не был учтён тот факт, что в случае перебоев с поставкой топлива в ходе военных действий потребители как соляра, так и мазута оказались бы в одинаково невыгодном положении. Важным аргументом в пользу котлотурбинной установки должно было стать и её качество. Энергетическая установка эскадренных миноносцев проекта 956 должна была стать родоначальницей нового поколения КТУ с выдающимися характеристиками, которых должны были добиться благодаря применению прямоточных котлов. Но прямоточные котлы оказались неработоспособными, вследствие чего их пришлось заменять высоконапорными котлами. Дополнительной причиной выбора КТУ была дешевизна флотского мазута в сравнении с газотурбинным топливом (в годы энергетического кризиса начала 1970-х годов этот аргумент был немаловажным).
На этапе эскизного проекта в качестве гидроакустического комплекса корабля был выбран комплекс «Платина». Установить на корабле более совершенный цифровой ГАК «Полином» оказалось невозможным из-за весьма внушительных массо-габаритных характеристик ГАК «Полином» и отсутствия на эскадренном миноносце проекта 956 резервов, израсходованных ранее на установку мощного артиллерийского вооружения (масса двух АУ АК-130 с системой подачи боезапаса составила ≈300 т). В результате этого, выйти на уровень американского аналога («Спрюэнса») по возможностям ПЛО советскому эсминцу не удалось, поэтому обеспечением ПЛО советских КУГ должны были заниматься большие противолодочные корабли проекта 1155.
В результате всех доработок эскизного проекта водоизмещение корабля увеличилось на 1000 тонн. Общая стоимость разработки эскизного проекта составила 165,6 тысяч рублей.

### Технический проект
В июле 1973 года Главное управление кораблестроения ВМФ СССР заключило с Северным проектно-конструкторским бюро договор на выполнение технического проекта. Автором большинства вариантов технического проекта был В. А. Коноплёв. Обеспечение научно-технической гарантии проекта 956 было возложено на базовые исследовательские институты Минсудпрома и специализированные НИИ ВМФ. Общие затраты на разработку технического проекта составили 204,3 тысяч рублей. Стоимость контрагентских работ, проведённых в период 1972—1982 годов, составила 9,447 млн рублей.
Главным конструктором проекта в 1973 году Минсудпромом был назначен В. Ф. Аникиев, главным наблюдающим от ВМФ — капитан 2 ранга В. Г. Басов, а позднее — капитан 1 ранга И. М. Стецюра. Разработка технического проекта была завершена до конца 1973 года, однако в дальнейшем потребовалась его корректировка и уточнение. В ходе работы над техническим проектом обнаружилось, что из-за неготовности прямоточных котлоагрегатов КВГ-1, в проекте требуется заменить их паровыми котлами с естественной циркуляцией КВН 98/64-ПМ, установить сдвижной ангар для вертолёта и обеспечить заправку последнего топливом.

## История строительства
1 ноября 1973 года считается официальной датой начала строительства эскадренных миноносцев проекта 956 на судостроительном заводе № 190 им. А. А. Жданова. Рабочее проектирование было выполнено в период 1973—1978 годов на основании договора № 1087/668 от 4 июля 1974 года, заключённого между Северным проектно-конструкторским бюро и судостроительным заводом им. А. А. Жданова. Стоимость рабочего проекта, с учётом контрагентских работ, составила 2,220 млн рублей. На основании заключённого договора, в период 1978—1981 годов была разработана приёмо-сдаточная и эксплуатационная документация, произведена корректировка технического проекта постройки головного корабля. Общие затраты по этим работам составили 1,743 млн рублей.
Строительство головного корабля «Современный» (зав. № 861) было начато в июне 1975 года, строительство последнего корабля (зав. № 877), поставленного ВМФ России, было закончено в декабре 1993 года (приёмный акт подписан 30 декабря 1993 года).
Запланированное к постройке число кораблей серии в 1976 году было сокращено с пятидесяти до тридцати двух, а в 1988 году серию было решено ограничить двадцатью кораблями.
Из двадцати двух заложенных эскадренных миноносцев проекта 956 семнадцать были поставлены Военно-Морскому Флоту СССР и России, два были достроены в экспортной комплектации (проект 956-Э) и проданы в КНР, три заложенных, но недостроенных корабля были утилизированы на предприятии АООТ «Северная верфь» на основании постановления Правительства Российской Федерации от 6 июля 1995 года № 683-33 «О государственном оборонном заказе на 1995 год».
В ходе постройки кораблей проекта 956 на заводе им. Жданова в Ленинграде возникло предложение по организации строительства кораблей этого проекта в Николаеве на заводе имени 61 Коммунара. Решением ВМФ и Министерства судостроительной промышленности Северное ПКБ передало заводу чертежи эсминца и завод имени 61 Коммунара в 1983 году приступил к его строительству; параллельно с этим осуществлялась реконструкция завода и строительство на правом берегу реки Ингул эллинга с горизонтальными стапелями. Однако в 1986 году эта программа была остановлена и затем закрыта, а два уже заложенных корпуса («Внушительный» и «Вечный») были законсервированы.
До распада СССР в состав советского ВМФ успело войти четырнадцать эскадренных миноносцев этого проекта, остальные три корабля («Беспокойный», «Настойчивый» и «Бесстрашный») достраивались уже для ВМФ Российской Федерации. Средняя продолжительность строительства одного серийного корабля в базовой комплектации составляла около четырёх лет (от момента закладки до передачи Военно-Морскому Флоту). На период строительства корабли включались в состав 13-й бригады строящихся и ремонтируемых кораблей Ленинградской военно-морской базы, а на период испытаний передавались в состав 76-й бригады ракетных кораблей 12-й дивизии ракетных кораблей с базированием на Лиепайскую военно-морскую базу
При постройке эскадренных миноносцев проекта 956 применялся секционный способ сборки корпусов с формированием блоков от закладного района (машинно-котельных отделений) в нос и корму, с агрегатным методом монтажа механизмов и автономно-районной технологией проведения электромонтажных работ, благодаря которой спуск кораблей на воду производился при технологической готовности около 70 %. Формирование корпуса происходило в открытом стапеле (на первой позиции). В закрытом эллинге (на двух позициях) выполнялись погрузка и монтаж паровых котлов, крупногабаритного оборудования, главных и вспомогательных механизмов; там же производилась установка надстроек, затягивание кабеля и некоторые другие работы. Предельная масса днищевых секций корпуса в период его формирования доходила до 50 тонн, а палубных и бортовых секций — до 35 тонн. Спуск кораблей осуществлялся через спусковой док судостроительного завода № 190.
С 1980 по 1991 год при строительстве семнадцати серийных кораблей проекта для ВМФ СССР было принято 218 совместных решений Главного управления кораблестроения ВМФ, Министерства обороны СССР и Министерства судостроительной промышленности СССР. Цели принятия этих решений были самыми разнообразными. Среди них были: защита экологии, снижение подводной шумности кораблей, повышение ресурса механизмов, замена устаревших средств вооружения на
более совершенные, реализация предложений Государственной комиссии по приёмке кораблей, направленных на повышение боевых и эксплуатационных качеств эсминцев. Общая сумма затрат на эти работы составила 10,721 млн рублей. Все затраты включались в себестоимость строящихся кораблей на момент появления указанных затрат.
Цена одного эскадренного миноносца проекта 956 на момент строительства головного и первых двух серийных кораблей составила в среднем около 90 млн рублей при трудоёмкости собственных работ судостроительного завода, равной 3814 тысяч н/часов. На этапе стабильного серийного производства цена одного корабля в базовой комплектации снизилась до 71,1 млн рублей (одновременно до 2900 тыс. н/часов понизилась трудоёмкость собственных работ судостроительного завода им. А. А. Жданова).

## Конструкция

### Архитектурный облик
В целях тщательной отработки архитектурного облика эскадренного миноносца проекта 956 ещё на стадии технического проекта была изготовлена объёмная модель в масштабе 1:50.
Как отмечали зарубежные военно-морские исследователи (Э. Брейер, Н. Палмер, Дж. Кехое и другие), общей чертой кораблей проектов «Северного ПКБ» является внешняя эффектность вместе со строгим, выразительным и даже зловещим экстерьером, рассчитанным на как можно больший пропагандистский эффект. Это объяснялось тем, что кроме решения военных задач, надводные корабли «нередко служили в качестве средства политического убеждения и инструмента влияния, проявлением национальной гордости и достижений научно-технического прогресса в СССР». Вместе с тем приоритет при создании корабля отводился требованиям обеспечения максимального функционирования размещённого на нём оружия. В соответствии с этим требованием под руководством ведущего конструктора В. А. Коноплёва (совместно с Б. П. Дегтярёвым) велось размещение антенных постов, пусковых установок ракетного оружия и артиллерийских установок.
В случае проекта 956 можно говорить о редком сочетании целесообразности и функциональности с выразительностью, технической эстетикой и художественным стилем в проектировании корабля.Овсянников С. И., Спиридопуло В. И.. Советский суперэсминец третьего поколения.

### Кораблестроительные элементы
Основные кораблестроительные элементы:
- Стандартное водоизмещение технического проекта — 6500 т;
- Полное водоизмещение — 7904 т;
- Наибольшее водоизмещение (с топливом в перегруз) — 8480 т;
- Длина максимальная — 156,5 м;
- Длина по ватерлинии — 145 м;
- Ширина максимальная — 17,2 м;
- Ширина по ватерлинии — 16,8 м;
- Осадка средняя — 5,96 м;
- Осадка габаритная с подкильным бульбом (при наибольшем водоизмещении) — 8,2 м.

### Корпус, надстройка и общее расположение

#### Корпус
Корабли проекта 956 являются типичными кораблями длиннополубачной конструкции с S-ной седловатостью в носовой части, обеспечивающей незаливаемость палубы, а также обеспечение всех углов обстрела носовой артиллерийской установки. Коэффициент удлинения корпуса — 8,7. Меньшее (по сравнению с предыдущими проектами эсминцев и больших противолодочных кораблей) удлинение корпуса было вынужденной мерой, связанной с ограничениями по построечному месту. Благодаря «короткому» корпусу корабли проекта имеют сравнительно хорошую всходимость на волну. Площадь боковой парусности составляет приблизительно 1700 м². Все палубы корабля расположены параллельно конструктивной ватерлинии, что существенно облегчило установку оборудования и вооружения, а также сделало корабль более технологичным. По всей длине корпуса шпангоуты имеют сильный развал (в целях улучшения остойчивости). Надводный борт корабля выполнен с двойным сломом, на уровне второй и главной палуб корабля, в целях снижения радиолокационной заметности и увеличения внутреннего объёма корпуса. Обводы корпуса оптимизированы с учётом уменьшения сопротивления воды и обеспечения незаливаемости при волнении до 6-7 баллов. В подкильном бульбе, расположенном в носовой части корпуса, находится антенна гидроакустического комплекса «Платина» МГК-335МС.
При помощи пятнадцати главных непроницаемых переборок корпус разделён на 16 водонепроницаемых отсеков. На корабле имеется шесть палуб: палуба полубака, верхняя, вторая и третья палубы, первая и вторая платформы (последняя переходит в настил второго дна). Основные корпусные конструкции, а также фундаменты и подкрепления изготовлены из низколегированной стали. В надводной части корпуса в районах наибольшей концентрации напряжений применены стальные листы с повышенным пределом текучести. В корму от кормового машинно-котельного отделения размещены две продольные переборки, обеспечивающие повышенную жёсткость кормовой оконечности.

#### Надстройка
Умеренно развитая надстройка состоит из двух блоков — носового, оканчивающегося башенноподобной фок-мачтой и приземистого кормового блока с дымовой трубой и сдвижным ангаром, на котором установлена грот-мачта. Надстройки изготовлены из алюминиево-магниевых сплавов. С помощью клёпки они соединяются с конструкциями верхней палубы и палубы полубака.

Конструктивные особенности корабля
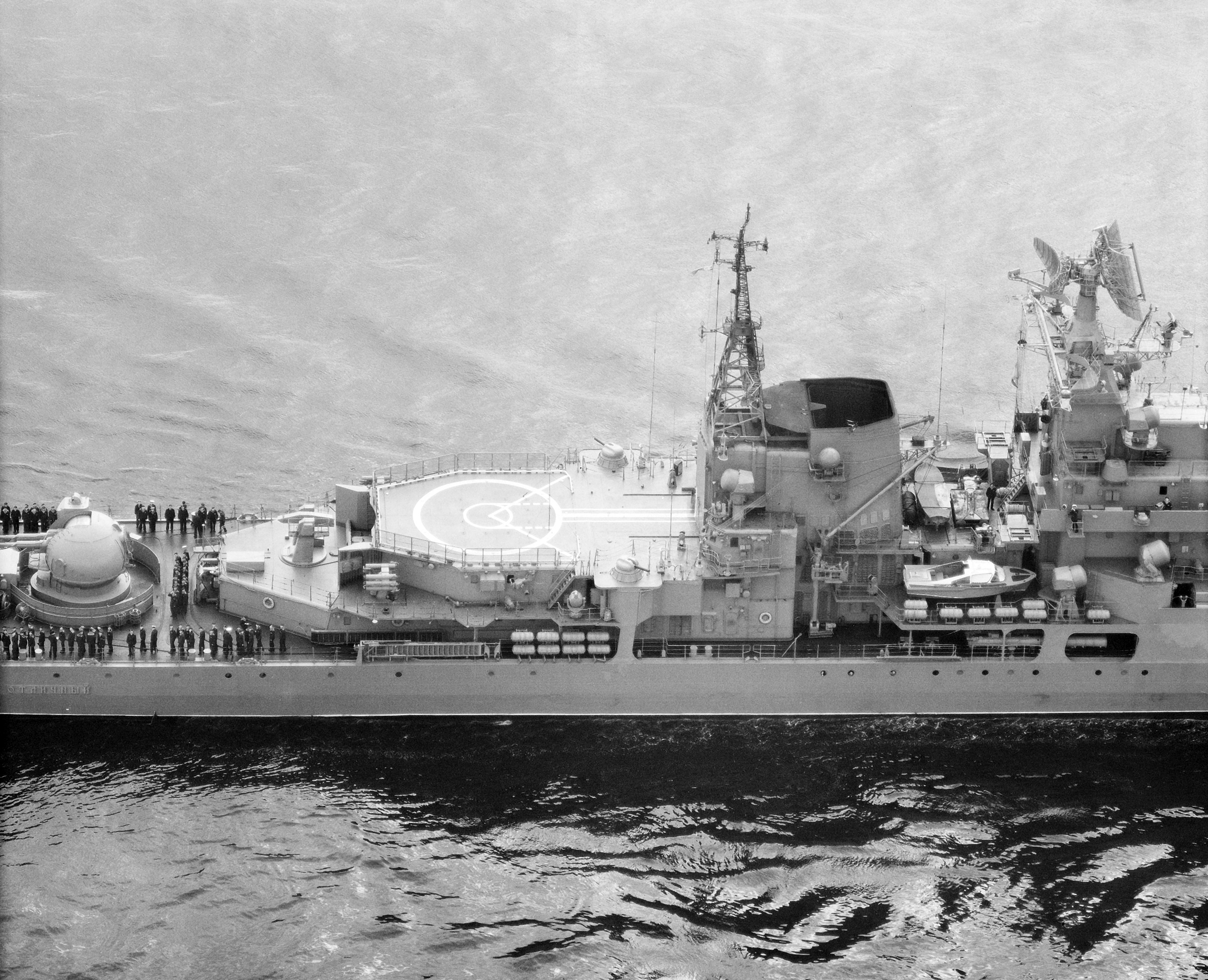
ВПП и кормовой блок надстройки
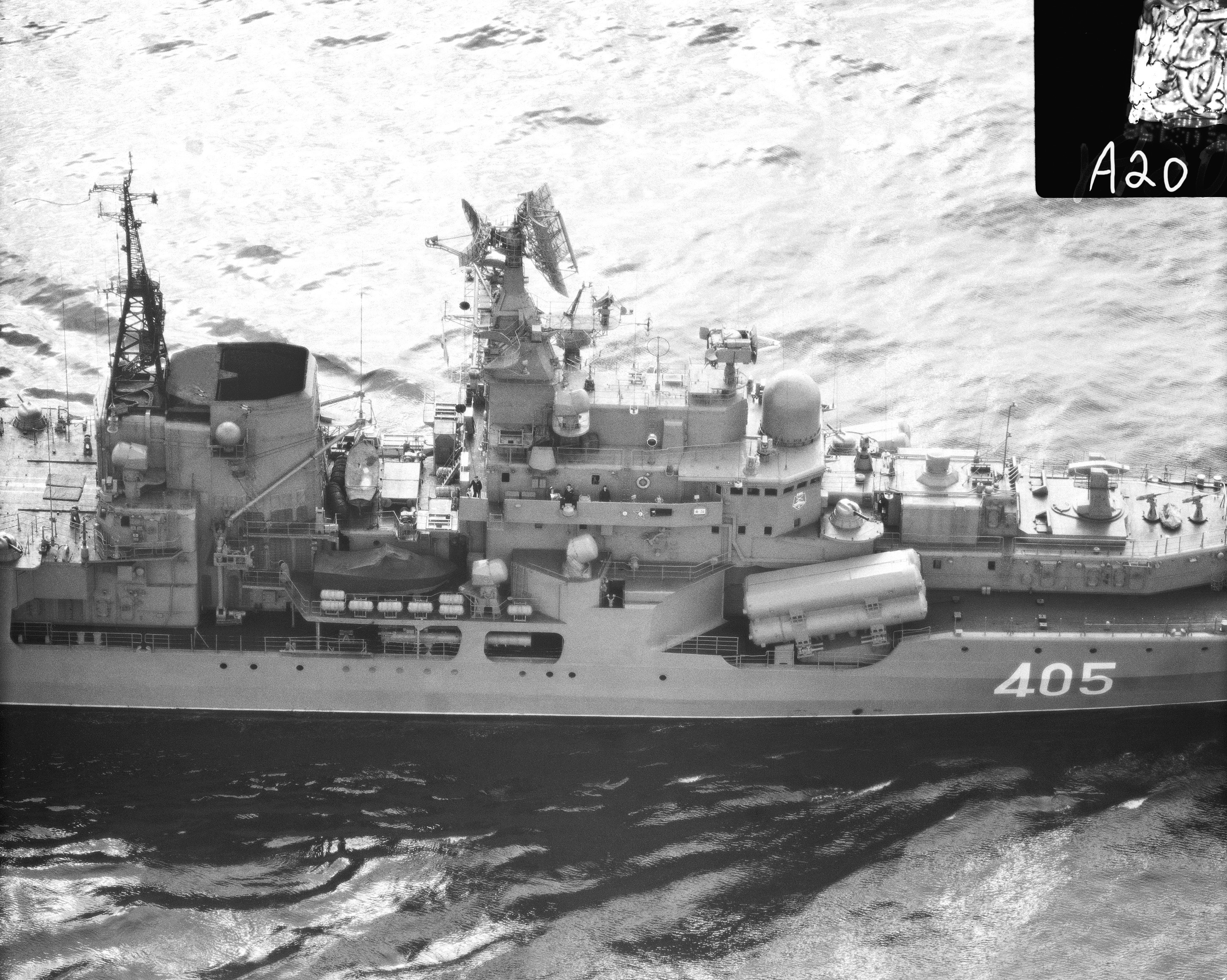
Надстройки и мачты
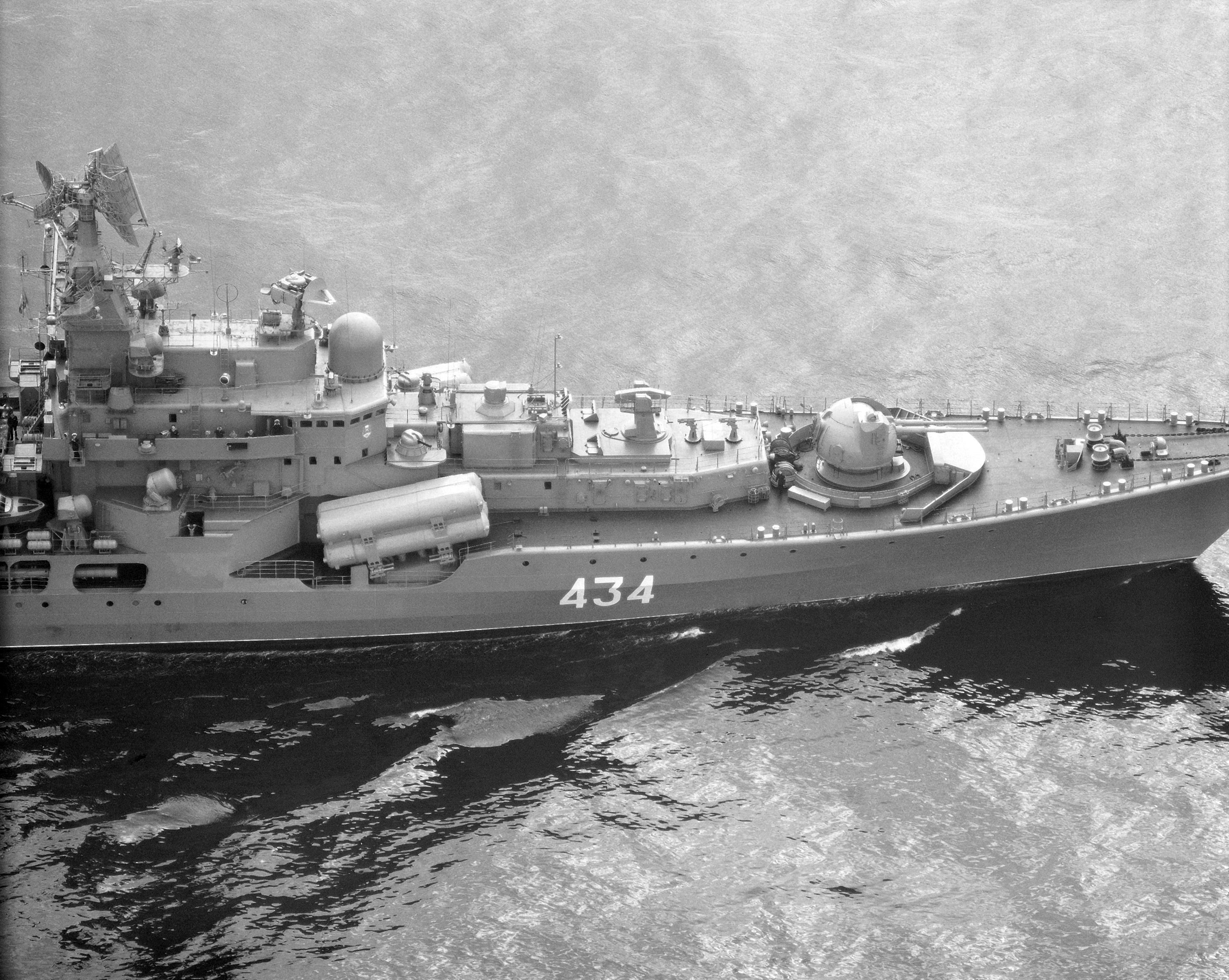
Носовой блок надстройки и полубак

### Энергетическая установка

#### Главная энергетическая установка
Эскадренные миноносцы проекта 956 являются единственными в мире кораблями третьего поколения с котлотурбинной установкой (КТУ).
Главная энергетическая установка кораблей проекта 956 состоит из 2 эшелоннорасположенных котлотурбинных агрегатов ГТЗА-674 общей мощностью 100 000 л. с., один из которых расположен в носовом машинном отделении, а другой — в кормовом. Турбозубчатый агрегат оборудован автоматизированной системой управления с регулятором частоты вращения, обеспечивающим поддержание заданной частоты вращения при изменении режимов работы агрегатов. В носовом машинном отделении расположены 2 котла и правая турбина, в кормовом машинном отделении — два котла и левая турбина (гребной вал у неё короче). Редукторы с числовым соотношением 1:17 имеют вибродемпфированные корпуса и дают на валу до 300 оборотов в минуту.
На первых шести корпусах были установлены высоконапорные паровые котлы КВН-98/64, вырабатывающие 98 тонн пара в час при давлении 64 кгс на см². Начиная с седьмого корпуса (эсминец «Стойкий») устанавливались более совершенные и надёжные котлы КВГ-3, с естественной циркуляцией воды (паропроизводительность каждого котла — 115 тонн пара в час при температуре 460—475° Цельсия. Энергия уходящих газов используется для нагрева воздуха в экономайзере (подогревателе) и для привода в действие компрессора от турбонаддувочного агрегата (небольшой газовой турбины), нагнетающего воздух в топки. Избыток или недостаток воздуха для котлов регулируется добавительной турбинкой или отсекается через заслонку.
Подача питательной воды происходит через экономайзер, откуда вода подаётся посредством питательной трубы в расположенные за экраном отпускные трубы, которые соединяют водяной и паровой коллекторы. Образование пара происходит в экранном ряде и конвективном пучке труб. Далее пар поступает в пароперегреватель, а затем в турбины. В состав конденсатно-питательной системы входят ионообменные фильтры для чистки и умягчения воды.
Система водоподготовки эсминцев проекта 956 сыграла роковую роль в продолжительности службы всех кораблей проекта. Новые котлы корабельной КТУ стали исключительно требовательны к качеству питательной воды, в частности по кислородосодержанию. Но в отличие от ядерных силовых установок, система питательной воды оставалась «открытой» (сообщалась с атмосферным воздухом), поэтому водоподготовка, предусмотренная конструкторами, не обеспечивала требуемого качества воды, что приводило к быстрому выходу из строя котлов. Эсминцы с нерабочими котлами приходилось отправлять в ремонт. Опыт интенсивной эксплуатации кораблей с высоконапорными котлами показал, что отечественный Военно-Морской Флот к переходу на такие котлоагрегаты оказался технически и организационно малоподготовленным.
На кораблях проекта установлен также вспомогательный котёл паропроизводительностью 14 тонн в час. Рулевое устройство состоит из электрогидравлической машины и полубалансирного руля площадью 14 м².
Двухвальная установка с двумя малошумными винтами фиксированного шага позволяет эскадренным миноносцам проекта развивать полную скорость хода в 32 узла и максимальную скорость, равную 33,4 узлам. При нормальном запасе топлива в 1740 тонн мазута дальность плавания на максимальной скорости достигает 1345 морских миль, а на экономической скорости (18,4 узла) увеличивается до 3920 морских миль (4500 морских миль с топливом в перегруз).

#### Электроэнергетическая система
В состав электроэнергетической установки корабля (суммарной мощностью 4900 кВт) входят: два паротурбогенератора АК-18 мощностью 1250 кВт каждый и четыре резервных дизель-генератора общей мощностью 2400 кВт.

### Вспомогательные системы и оборудование
Жилые и служебные помещения, посты и погреба боезапаса оборудованы системой кондиционирования воздуха, которая обеспечивает условия обитаемости корабля, жизнедеятельность экипажа и его работоспособность при температуре наружного воздуха от −25°C до +34 °C.
Для сбора на стоянках в зоне строгого санитарного режима сточных и фановых вод (с последующим их удалением в специальные суда-сборщики отходов) эскадренные миноносцы проекта 956 оборудованы пятью цистернами суммарной ёмкостью 50 м³.
Для приёма на ходу траверзным способом с судов снабжения топлива, воды и сухих грузов в районе мидель-шпангоута побортно установлены два устройства передачи грузов «Струна». Имеется возможность приёма жидких грузов с носа и с кормы корабля традиционным кильватерным способом при буксировке на расстоянии не более 200 м.

### Экипаж и условия обитаемости
Экипаж корабля в обычных (небоевых) условиях состоит из 296 человек, в том числе 25 офицеров и 48 мичманов. В военное время экипаж увеличивается до 358 человек.
На корабле имеется двадцать две одно- и двухместные каюты для офицеров (на 38 мест), мичманы размещаются в двух- и четырёхместных каютах (всего 48 мест). Все каюты офицерского и мичманского состава имеют одинаковую площадь — 10 м². Командир живёт в жилом блоке, расположенном рядом с блоком флагмана; в распоряжении командира находится каюта и отдельный санузел. Команда размещена в 16 кубриках по 10—25 человек (всего 310 мест). Жилая удельная площадь = 3,03 м²/чел. Питание офицеров происходит в «большой кают-компании», которая расположена в надстройке под ходовой рубкой (ГКП), мичманы питаются в «малой кают-компании», находящейся под вертолётной площадкой. Остальная команда питается в трёх столовых, размещённых в смежных отсеках.
Все жилые помещения радиофицированы. На корабле имеется библиотека, киноустановка, спортзал, для купания в летнее время имеется разборный бассейн. В состав оборудования корабля входит стандартная система кабельного телевидения. Медицинский блок включает хирургическую операционную, амбулаторию, стерилизационную, лазарет на четыре места и изолятор на два места. Кроме этого, на корабле имеются санитарно-гигиенические помещения: прачечная, гладильная, сауна (баня), носовое и кормовое бытовое устройства, в каждое из которых входит гальюн с умывальней. Офицеры и мичманы пользуются отдельными гальюнами. Помывка личного состава происходит в душевой, мичманов — в отдельном помещении душа, офицеров — в сауне.
Коридоры и проходы, а также ряд боевых постов на эскадренных миноносцах проекта 956 более тесные, чем на больших противолодочных кораблях проекта 1155, имеющих схожие размерения. Эта особенность обусловлена тем, что на проекте 956 установлена более габаритная (по сравнению с компактной газотурбинной установкой проекта 1155) котлотурбинная установка, а также установлено более массогабаритное вооружение.

### Корабельные технические средства
Корабль оснащён воздушным/надводным радаром 3D MR-710 Fregat / Top Plate, который был установлен в его более современных вариантах по мере строительства судов, от версии Fregat-M2 первых блоков до Fregat M2EM китайских вариантов. с 3 навигационными радарами, радаром для получения воздушных целей и другим радаром в качестве управления стрельбой из 130-мм и 30-мм пушек.
Полный набор датчиков и ECM включает в себя: 3D-радар «Верхний руль», позже заменённый на «Верхнюю пластину» (MR-760), дальность полёта 230 км против истребителей и 50 км против ракет, и в общей сложности 40 целей могут быть одновременно отслежены; Система Mineral («Полоса») для обеспечения наведения SS-N 22; 3 радара навигации и управления поверхностью MR-201 e 212; 2 «Наклон баса» (MR-123) для CIWS; 6 радар «Передний купол» (MR-90) для наведения SA-N-7 (очень большое расположение для обеспечения эффективной защиты от атак насыщения), связанный с 3D-радаром и двумя пусковыми установками SAM (5 мин каждой ракеты); 1 радар «Визг воздушного змея» для 130 мм (MR-184 Лев). ECM и ESM много: 2 ЭОР МР-410 или МП-405; 2 ЭСУД ППМ-11М или 12М ('колокольчик саван'), 2 'колокольчик приземистый', 4 'футбол б' и один МР-407; 2 ПК-2М, пусковая установка (140 мм), 8 и ПК-10 (120 мм), 2-8 предупреждения о лазерном облучении приёмника систем спектр-Ф, один выдавить ящик (ТВ, лазер и ИК-система).

#### Гидролокатор
Средняя и высокая частоты (М/ВЧ) MGK-355 Platina интегрированная гидролокаторная система с натовским названием «Бычий рог», включая массив, установленный на корпусе MG-335. Тип 956 первоначально несёт только корпус, установленный на корпусе, потому что снаряжение ASW этого класса предназначено в первую очередь для самообороны. Для типа 956A используется усовершенствованная платформа MGK-355MS Platina, которая включает в себя массив, установленный на корпусе, VDS и буксируемый массив, с названиями отчётов НАТО Бычий Нос / Кобыльий Хвост / Бычья шкура соответственно. Сообщается, что тип 956EM оснащён преемником MGK-355/355MS, интегрированной гидроакустической системой MGK-355TA, которая включает в себя как установленные на корпусе, так и буксируемые массивы (с натовским названием «Лошадиная челюсть» и «Конский хвост» соответственно). Гидролокатор обладает активной и пассивной способностью.

#### Катера, шлюпки, спасательные средства
Шлюпочное устройство имеет командирский катер проекта 1390, рабочий катер проекта 338М и один шестивёсельный ял.

### Корабельные запасы
Запасы провизии хранятся в шести кладовых (для мяса, рыбы, жиров, свежезамороженных продуктов, мокрой провизии и овощей и для сухих продуктов) общей ёмкостью 150 м³, в которых поддерживается необходимый температурный режим от −18 °C для свежезамороженных продуктов и до +10 °C для сухой провизии. Корабельный запас пресной воды рассчитан на трое суток. Он хранится в трёх цистернах общей ёмкостью 106 м³. Пополнение запасов пресной воды производится опреснительной установкой производительностью 25 тонн в час. Автономность по запасам провизии — 30 суток.

### Мореходные качества
Мореходность эскадренных миноносцев проекта 956 — неограниченная. В обычных условиях применение оружия возможно при волнении моря до 5 баллов, бортовой качке до 15° и килевой качке до 5°. Уменьшению крена и размахов качки на скоростях до 6 узлов способствует успокоитель качки с двумя управляемыми рулями. Благодаря наличию двух управляемых винто-рулевых колонок высокой эффективности корабли проекта могут безопасно швартоваться в любых условиях и иметь возможность двигаться аварийным 3-узловым ходом в случае выхода из строя главной энергетической установки. В боевом режиме корабли проекта способны находиться в море при 6-балльном волнении на скорости хода до 24 узлов. Высота волны на предельном волнении принята конструкторами в 12 метров.
Эскадренные миноносцы проекта 956 при любом состоянии моря могут безопасно поддерживать ход и иметь хорошую управляемость, позволяющую эсминцам маневрировать на различных курсовых углах относительно ветра и волн без каких либо ограничений.

## Боевая живучесть
Боевая живучесть эскадренных миноносцев проекта 956 обеспечивается за счёт выделения стальными конструкциями в корпусе корабля в местные противопожарные зоны погребов боезапасов, взрывоопасных помещений и отсеков энергетической установки. В состав стационарных средств пожаротушения входят:
1. противопожарная система с кольцевой магистралью с отростками к потребителям и семью насосами[27];
2. системы объёмного химического тушения, пенотушения с установками для ликвидации локальных очагов пожара, водораспыления в отсеках и водяного орошения переборок и сходов (расположены в отсеках энергетической установки)[27];
3. системы быстродействующего орошения погребов боезапаса, системы затопления погребов боезапаса, расположенных ниже ватерлинии[27][30].

Помимо систем пожаротушения на кораблях проекта имеются:
1. системы балластировки цистерн при решении задач непотопляемости;
2. водоотливная, осушительная и перепускная системы;
3. система универсальной водяной защиты для обмыва наружных поверхностей корабля в условиях заражения от внешних источников;
4. система очистки трюмных вод посредством удаления через сепараторы производительностью 2,5 м³/ч с сжиганием шлама от сепарированных нефтепродуктов во вспомогательном котле.

Конструктивная защита на корабле отсутствует. Противоосколочной бронёй защищены лишь башни артиллерийских установок АК-130 и пусковые установки противокорабельных ракет «Москит».
Как и все корабли третьего поколения эскадренные миноносцы проекта 956 не имеют архитектурной радиолокационной защиты. Большое количество радиолокационных антенн, размещённых на кораблях проекта, прямостенные участки борта и надстроек при плавании «на ровный киль» вследствие переотражения с гладкой поверхностью моря дают значительные значения ЭПР. Эскадренные миноносцы этого проекта имеют в семь раз большую ЭПР, чем французские фрегаты типа «Лафайет» (в том числе и за счёт более скромных размерений последних), но при качке разница сокращается втрое.

## Вооружение

### Зенитное ракетное вооружение
Зенитно-ракетное вооружение кораблей проекта представлено многоканальным зенитным ракетным комплексом М-22 «Ураган» (начиная с 14-го корпуса устанавливался ЗРК «Ураган-Торнадо»). Комплекс предназначен для защиты корабля и кораблей соединения от современных средств воздушного нападения и включает в себя две однобалочные наводящиеся пусковые установки, одна из которых находится в носу, на надстройке полубака, а вторая — на кормовой надстройке, за взлётно-посадочной площадкой. Масса одного ЗРК — 96 тонн. Общий боекомплект состоит из 48 ЗУР (зенитных управляемых ракет) типа 9М38М1, который хранится в двух погребах на поворотных барабанах (в каждом по 24 ракеты). Система управления ЗРК состоит из шести радиопрожекторов подсвета цели и вычислительного комплекса. Целью для подсветки могут быть и надводные корабли.
ЗРК «Ураган» способен вести одновременный обстрел 4—6 воздушных целей на высотах от 10 до 15 000 м и дальности от 3 до 25 км (у ЗРК «Ураган-Торнадо» дальность поражения увеличена до 70 км, а минимальная высота полёта снижена до 5 м). Масса ЗРК — 96 т, в том числе корабельная система управления весит 36 т, пусковая установка — 60 т). Темп стрельбы — 1 запуск в 6—12 секунд. Вероятность поражения самолёта двухракетным залпом достигает 0,81—0,96 коэффициента, а вероятность поражения крылатой ракеты — 0,43—0,86.

### Артиллерия
Эскадренные миноносцы проекта 956 оснащены артиллерийским комплексом в составе двух спаренных артиллерийских установок АК-130 калибра 130 мм, многоканальной системы управления (СУ) МР-184 («Лев-218»), состоящей из двухдиапазонной РЛС МР-184, телевизира, лазерного дальномера и цифрового вычислителя; башенного оптического устройства, комплекса механизированной подачи боезапаса и аппаратуры сопряжения. Масса артустановки — 98 т, масса СУ «Лев-218» — 12 т, масса механизмов погреба — 40 т. Темп стрельбы одной артустановки — от 20 до 90 выстрелов в минуту, максимальная дальность стрельбы — 24,1 км. Боезапас на ствол — 500 выстрелов, из которых до 180 всегда готовы к автоматической стрельбе. Четыре ствола эсминца проекта 956 способны выбрасывать за одну минуту 6 т снарядов. По мощи артиллерийского залпа корабли проекта 956 превосходят германский линейный крейсер эпохи Первой мировой войны «Фон-дер-Танн». После вывода из состава флота в 1992 году последнего американского линкора типа «Айова» (масса минутного залпа фугасными снарядами 15,5 т), эсминцы проекта 956 стали самыми мощными артиллерийскими кораблями в мире.
Механизмы погрузки и перезарядки позволяют вести артиллерийский огонь до полного исчерпания боезапаса практически без ручной перегрузки боеприпасов, чем отличаются от зарубежных АУ калибра 127-мм. В качестве системы управления используется специальный визирный пост, обеспечивающий эффективное ведение огня по береговым целям. Возможности РЛС «Лев» не позволяют работать артиллерийским установкам эсминца от одной СУ сразу на два борта (только на близких дистанциях возможно вести прицеливание через телевизиры).
Скорострельная зенитная артиллерия, предназначенная для самообороны корабля от крылатых ракет в ближней зоне ПВО, представлена двумя батареями 30-мм зенитных артиллерийских комплексов АК-630М (по одной батарее с борта). В составе каждой батареи имеется две шестиствольные артиллерийские установки с вращающимся блоком стволов жидкостного охлаждения и одна СУ «Вымпел». Эффективная дальность стрельбы — до 4 км, темп стрельбы — 4000 выстр./мин, общий боезапас — 16 000 выстрелов. Наведение автоматов АК-630 осуществляется исключительно дистанционно от РЛС «Вымпел», либо от визирной колонки. При своих выдающихся боевых характеристиках батарея из двух АК-630М из-за худших возможностей РЛС, а также из-за размещения последней на значительном удалении от оси стрельбы уступала по точности стрельбы одной 20-мм ЗАУ Mark 15 Phalanx CIWS. Расчётное количество поражаемых одной батареей АК-630 противокорабельных ракет «Harpoon» оценивалось в середине 1970-х годов в 0,4-1,0 единиц.
В районе полубака, впереди от носовой пусковой установки ЗРК «Ураган» на корабле установлена пара 45-мм салютных орудий 21-КМ.

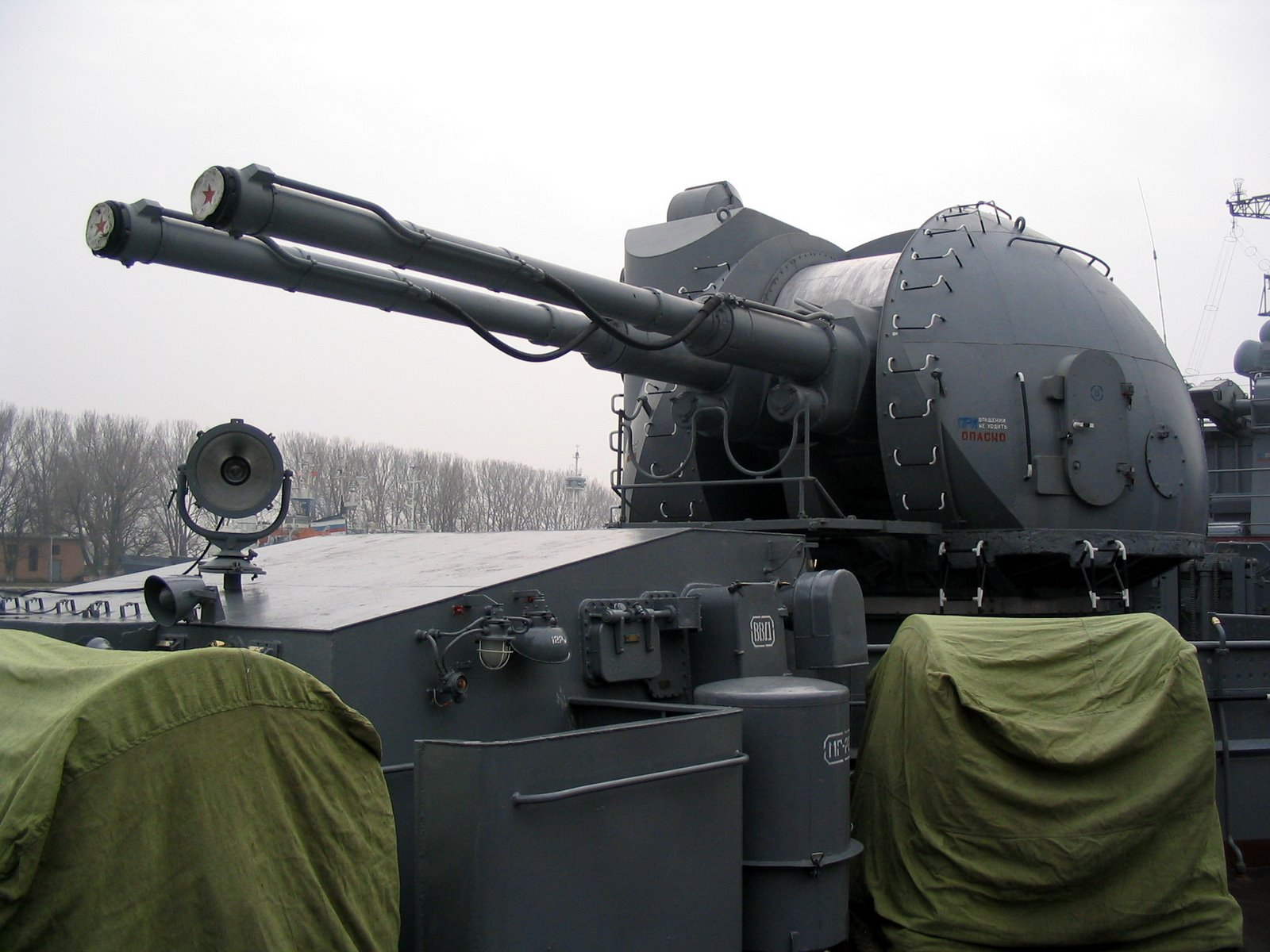
АК-130
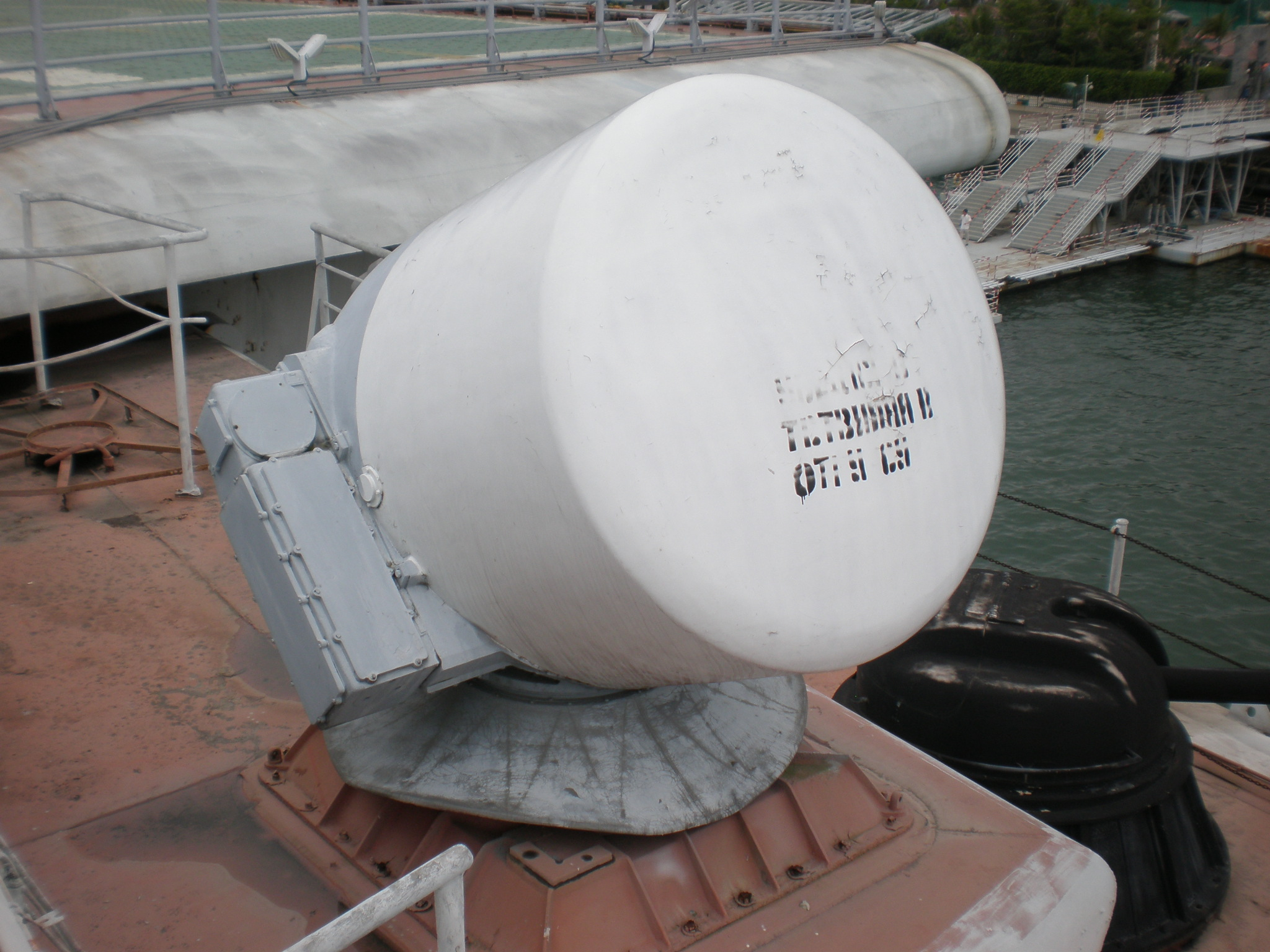
РЛС «Вымпел»
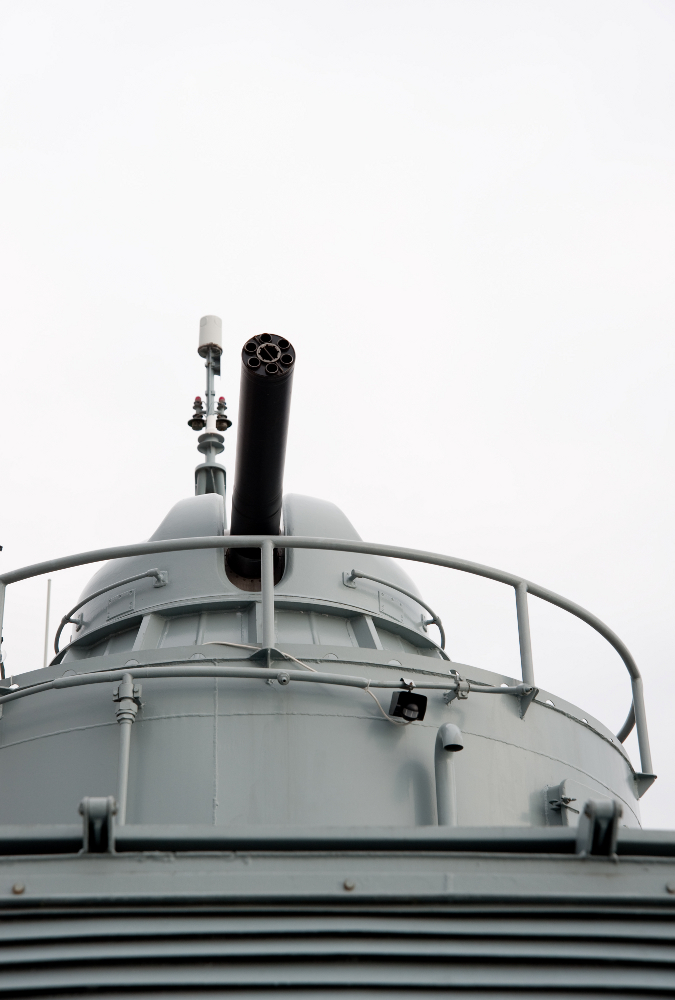
АК-630

### Противокорабельное вооружение
Противокорабельное вооружение эскадренных миноносцев проекта 956 представлено противокорабельным комплексом «Москит» (начиная с эсминца «Беспокойный» устанавливался усовершенствованный комплекс «Москит-М» с ракетой ЗМ-82) с двумя счетвёренными ненаводящимися пусковыми установками, в которых находится восемь противокорабельных ракет. Дальность полёта ракет — 120 км (у «Москита-М» увеличена до 170 км), вероятность попадания даже в условиях активного радиопротиводействия равна 0,94—0,99. Маршевая скорость полёта — M=2,5—3, стартовая масса 3930 кг, масса боевой части — 300 кг. Корабельная система управления (КСУ) позволяет выполнить восьмиракетный залп всего за 30 секунд.

### Противолодочное и минное вооружение

Торпеда СЭТ-65

Для борьбы с подводными лодками на кораблях проекта в средней части корабля на верхней палубе побортно установлены два двухтрубных 533-мм торпедных аппарата. Торпедная стрельба велась торпедами СЭТ-53М, позднее заменёнными на торпеды СЭТ-65 и УСЭТ-80. В состав противолодочного вооружения эскадренных миноносцев проекта 956 входят также два реактивных бомбомёта РБУ-1000 с дальностью стрельбы 1000 м и общим боезапасом из 48 реактивных глубинных бомб с 99-килограммовой фугасной боевой частью. Реактивные бомбомёты размещены в корме, на надстройке (в районе взлётно-посадочной площадки). В задачи РБУ-1000 входит уничтожение ПЛ в ближней зоне на малых глубинах, а также поражение идущих на корабль торпед. Корабли проекта оборудованы штатными минными рельсами и могут принимать на борт до 22 мин заграждения типов РМ-1, ПМ-1, УДМ.

### Авиационное вооружение

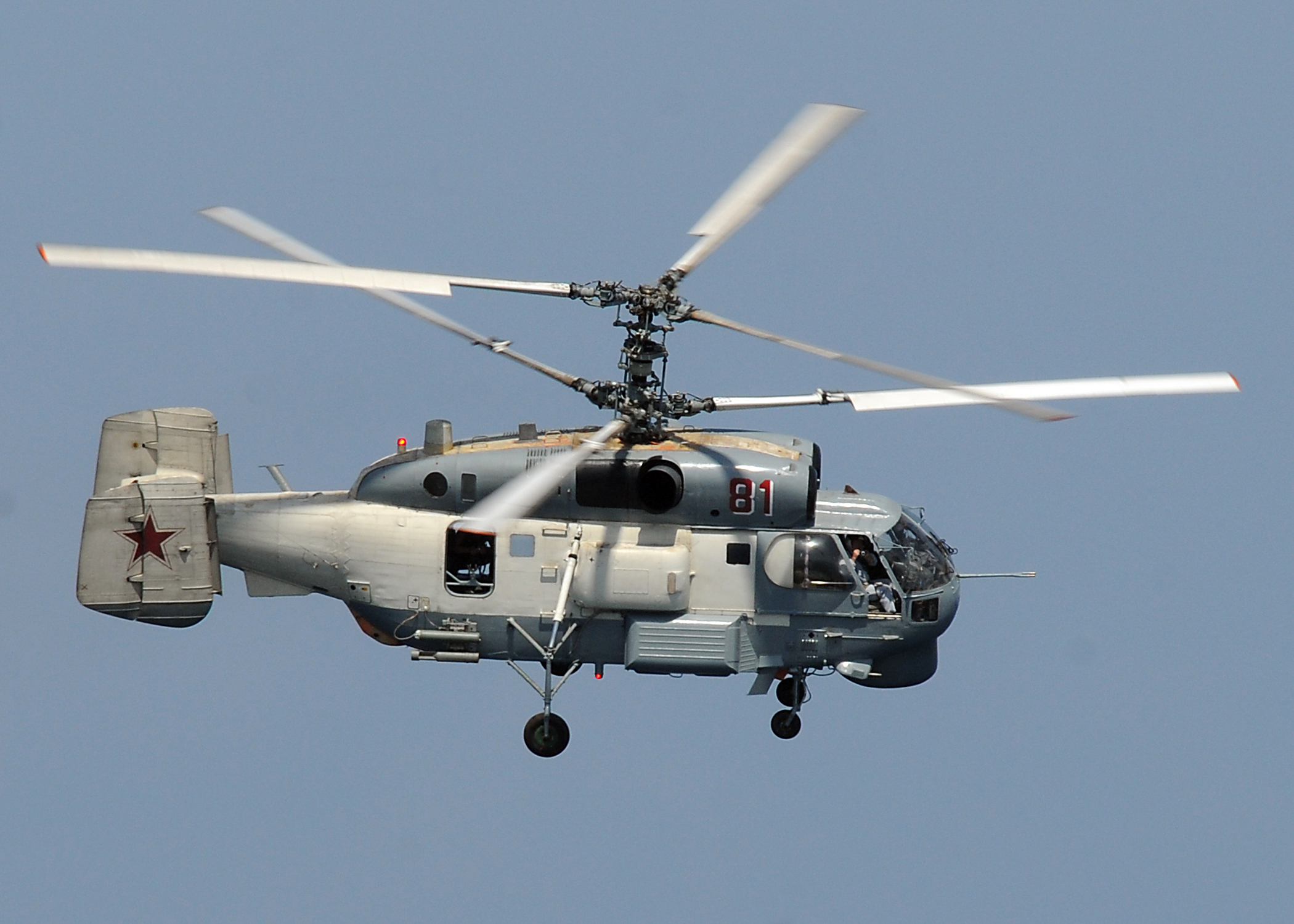
Вертолёт Ка-27

Постоянный вертолётный ангар на кораблях проекта конструкторами предусмотрен не был, тем не менее, вместо него на кораблях проекта имеется телескопический (сдвижной) ангар из алюминиевого сплава, в котором возможно временное укрытие 1 вертолёта Ка-27. Вертолётная площадка размещена почти посередине корабля (за кормовой надстройкой), благодаря этому при посадке палубного вертолёта размахи килевой качки сказываются намного меньше. Системы принудительной посадки вертолёта на корабле отсутствуют. В зависимости от комплектации вертолёт может бороться с подводными лодками в пределах зоны обеспечения ПВО кораблём, либо вести радиолокационную разведку для выдачи целеуказания противокорабельному комплексу. Запас авиатоплива (керосина) — 5 тонн. Запас авиационного топлива обеспечивает выполнение двух заправок корабельного вертолёта.

### Радиотехническое вооружение

#### Радиолокационные станции обнаружения воздушных и надводных целей
На кораблях проекта установлены радиолокационные станции (РЛС) освещения воздушной и надводной обстановки сантиметрового диапазона МР-710 «Фрегат» (с 1-го по 3-й корпус), МР-710М-1 «Фрегат-М» (на 4-м и 5-м корпусах) и МР-750 «Фрегат-МА» с дальностью обзора от 2 до 145 км (на всех остальных корпусах). Эти станции даже в условиях интенсивных помех могут решать следующие задачи:
1. осуществлять освещение воздушной и надводной обстановки;
2. обнаруживать воздушные, в том числе малоразмерные цели;
3. обнаруживать надводные цели;
4. обеспечивать госопознование.

Загоризонтное целеуказание осуществляется на расстоянии до 200 км с помощью системы «Мост», имеющей четырёхдиапазонную пассивную РЛС обнаружения и целеуказания КРС-27, радиотехнической станцией (обрабатывает информацию от авиационного выносного наблюдательного пункта и обеспечивает координатную привязку) и систему обмена информацией (ВЗОИ). В качестве средства целеуказания комплексу противокорабельного вооружения используется комплекс «Минерал», снабжённый как активным радиолокационным каналом с возможностью загоризонтного обнаружению надводных целей, так и пассивным радиолокационным каналом. Имеется также канал приёма целеуказания от вертолётов и самолётов.

#### Станции обнаружения подводных объектов
Для обнаружения подводных лодок и торпед на кораблях проекта установлена разработанная в 1970-х годах гидроакустическая станция МГ-335 «Платина-С» с антенной в носовом бульбовом обтекателе. С шестого корпуса устанавливалась «Платина-МС» с СУ ПЛО «Пурга». Гарантированная дальность обнаружения подводных целей — 1-2 км, максимально возможная дальность обнаружения (при нормальных гидрологических условиях) — 10-15 км. Для обнаружения подводных диверсантов на эскадренных миноносцах проекта 956 установлена специальная станция МГ-7.

#### Автоматизированные системы управления
Боевая информационно-управляющая система отсутствует. Все вопросы взаимной информационной привязки решает модернизированный планшет обстановки «Сапфир-У».

### Системы активного и пассивного радиопротиводействия
В состав средств радиоэлектронной борьбы входят комплекс радиотехнической разведки (РТР) МП-401, комплекс (станция) постановки активных радиоэлектронных помех (СРЭП) МП-407. Пассивные средства постановки ложных целей представлены комплексом ПК-2М с двумя 140 мм двуствольными пусковыми установками ЗиФ-121 и системой управления «Смета». С 9-го корпуса дополнительно устанавливался комплекс постановки ложных целей ПК-10М с четырьмя (по другим данным — с восемью) 122 мм десятиствольными пусковыми установками, а также дополнительные активные и пассивные средства обнаружения и подавления, такие как СРЭП и РТР «Спринт-401С».

### Штурманское вооружение
В состав штурманского вооружения входят: гирокомпас «Курс-10А», лаг ИЭЛ-1, автопрокладчик АП-4-956, эхолот НЭЛ-М2, навигационные системы КПФ-3К и КПИ-7Ф (от систем «Маршрут», «Лоран», «Тропик» и т. д.), радиопеленгатор «Румб», космические навигационные системы АДК-3М, «Парус», «Цикада», магнитный компас КМ-145-4 и навигационные радиолокационные станции РЛС МР-212 (с тремя антенными постами).

## Представители
Цвета таблицы:

Зелёный — действующий в составе ВМФ России,

Жёлтый — действующий в составе иностранных ВМС или как гражданское судно,

Синий — находится в ремонте или на модернизации,

Красный — списан, утилизирован или потерян,

Оранжевый — выведен за штат, находится на консервации, хранении или отстое.
| Название                                | Проект | Зав. № | Заложен*   | Спущен на воду | Введён в строй | Флот | Статус                                           |
| --------------------------------------- | ------ | ------ | ---------- | -------------- | -------------- | ---- | ------------------------------------------------ |
| «Современный»                           | 956    | 861    | 03.03.1976 | 18.11.1978     | 25.12.1980     | СФ   | Списан 30.09.1998. Утилизирован                  |
| «Отчаянный»                             | 956    | 862    | 04.03.1977 | 29.03.1980     | 30.09.1982     | СФ   | Списан 30.09.1998. Утилизирован                  |
| «Отличный»                              | 956    | 863    | 22.04.1978 | 21.03.1981     | 30.09.1983     | СФ   | Списан 30.09.1998. Утилизирован                  |
| «Осмотрительный»                        | 956    | 864    | 27.10.1978 | 24.04.1982     | 30.09.1984     | ТОФ  | Списан 16.08.1996. Утилизирован в 1997 году      |
| «Безупречный»                           | 956    | 865    | 29.01.1981 | 25.06.1983     | 06.11.1985     | СФ   | Списан 20.07.2001. Утилизирован                  |
| «Боевой»                                | 956    | 866    | 26.03.1982 | 04.08.1984     | 28.09.1986     | ТОФ  | Списан 20.08.2010. Утилизирован                  |
| «Стойкий»                               | 956    | 867    | 28.09.1982 | 27.07.1985     | 31.12.1986     | ТОФ  | Списан 30.09.1998. Утилизирован в 2001 году      |
| «Окрылённый»                            | 956    | 868    | 16.04.1983 | 31.05.1986     | 30.12.1987     | СФ   | Списан 29.11.1998. Утилизирован в Североморске   |
| «Бурный»                                | 956    | 869    | 04.11.1983 | 30.12.1986     | 30.09.1988     | ТОФ  | С 2018 года в резерве.                           |
| «Гремящий» («Ведущий»)                  | 956    | 870    | 23.11.1984 | 30.05.1987     | 30.12.1988     | СФ   | Списан 18.12.2006. Утилизирован в 2020 году.     |
| «Быстрый»                               | 956    | 871    | 29.10.1985 | 28.11.1987     | 30.09.1989     | ТОФ  | С 2021 года в резерве.                           |
| «Расторопный»                           | 956    | 872    | 15.08.1986 | 04.06.1988     | 30.12.1989     | СФ   | Списан 08.08.2012. Утилизирован в 2022 году      |
| «Безбоязненный»                         | 956    | 873    | 08.01.1987 | 18.02.1989     | 28.12.1990     | ТОФ  | Списан 10.10.2016. Утилизирован в 2020 году.     |
| «Гремящий» («Безудержный»)              | 956-А  | 874    | 24.02.1987 | 30.09.1989     | 25.06.1991     | СФ   | Списан 13.05.2012. Утилизирован в 2019 году.     |
| «Беспокойный»                           | 956-А  | 875    | 18.04.1987 | 09.06.1990     | 28.12.1991     | БФ   | Списан 26.04.2016. Корабль-музей в г. Кронштадт. |
| «Настойчивый» («Московский комсомолец») | 956-А  | 876    | 07.04.1988 | 19.01.1991     | 30.12.1992     | БФ   | С 2023 года в резерве.                           |
| «Адмирал Ушаков» («Бесстрашный»)        | 956-А  | 877    | 06.05.1988 | 28.12.1991     | 30.12.1993     | СФ   | В строю                                          |
| «Ханчжоу» («Важный»)                    | 956-Э  | 878    | 04.11.1988 | 27.05.1994     | 25.12.1999     |      | В составе Восточного флота ВМС Китая.            |
| «Фучжоу» («Вдумчивый»)                  | 956-Э  | 879    | 22.04.1989 | 16.04.1999     | 25.11.2000     |      | В составе Восточного флота ВМС Китая             |
| «Буйный»                                | 956-У  | 880    | 1992       | —              | —              |      | Постройка остановлена при готовности 20 %.       |
| «Тайчжоу» («Внушительный»)              | 956-ЭМ | 138    | 03.07.2002 | 27.04.2004     | 28.12.2005     |      | В составе ВМС Китая                              |
| «Нинбо» («Вечный»)                      | 956-ЭМ | 139    | 15.11.2002 | 23.07.2004     | 28.09.2006     |      | В составе ВМС Китая                              |
| «Внушительный»                          | 956    | 2211   | 30.08.1983 | 17.10.1987     |                |      | Постройка прекращена, разделан на металл.        |

## Модификации

### Модификации кораблей проекта 956 (1980-е годы)
В ходе строительства всей серии кораблей, эскадренные миноносцы подверглись частичной модернизации. С седьмого корпуса (заводской № 867) на корабли устанавливались более совершенные котлы КВГ-3. На четвёртом и пятом корпусах («Осмотрительный» и «Безупречный») вместо РЛС «Фрегат-М» устанавливалась модификация последней «Фрегат-М1» с одной плоской и одной параболической антенной. С шестого корпуса устанавливалась РЛС «Фрегат-М2», имеющая две плоские антенны. С 14-го корпуса (модификация 956-А) на корабль устанавливался усовершенствованный ЗРК «Ураган-Торнадо», а также устанавливалось новое радиоэлектронное и навигационное оборудование. Внешний вид корабля в результате почти не изменился, но водоизмещение увеличилось почти на 100 тонн.

### Экспортная модификация
Вопрос о возможности создания экспортной модификации эсминца проекта 956 рассматривался руководством ВМФ СССР ещё в 1977—1978 годах. После возвращения адмирала С. Г. Горшкова из поездки в Польшу (с очередных учений ОВД) в 1977 году начальнику 1-го ЦНИИ Министерства обороны было дано устное указание разработать тактико-техническое задание на экспортную модификацию проекта для Военно-морских сил Польской Народной Республики. Экспортный вариант корабля должен был отличаться от принятого в техническом проекте (для недопущения утечки информации по новейшим зенитным ракетным и противокорабельным комплексам). Противокорабельный комплекс «Москит» был заменён на 4 ПУ ПКР П-20, вместо 2 ЗРК «Ураган» предполагалось установить 2 ЗРК «Оса-М», вместо РЛС «Фрегат-М» — РЛС «Ангара». Также рассматривались варианты замены ГАС «Платина» на ГАС «Титан-2» или даже «Аргунь». Замена 130 мм артиллерийских установок АК-130 на АУ меньшего калибра также рассматривалась, хотя и была запрещена Главным командованием ВМФ. Разработка ТТЗ по экспортной модификации эсминца была прекращена в связи с массовыми забастовками в Польше и введением в 1981 году в этой стране военного положения.

### Проект пассажирского судна на базе проекта 956
Северным ПКБ в 1993 году была выполнена проработка пассажирского судна на базе конверсируемых корпусов кораблей проекта 956 (заводские № 879, 880). Судно водоизмещением около 7000 тонн и пассажировместимостью в 450 человек, относилось к классу пассажирских лайнеров и предназначалось для линейных перевозок пассажиров, а также выполнения кратковременных (до 10 суток) круизных рейсов. Главные размерения по конструктивной ватерлинии остались теми же, что и у базового проекта, но наибольшая длина корпуса увеличилась до 159,2 м, а осадка наоборот уменьшилась до 5,4 м. Скорость полного хода составила 18 узлов, дальность плавания достигла 10 000 морских миль. Экипаж должен был составлять 161 человек.
Для размещения пассажиров на судне предполагалось устроить 11 кают «люкс», 18 одноместных кают и 205 двухместных. На судне также должны были размещаться два ресторана на 360 мест, четыре бара, казино, помещение игровых автоматов, видеосалон, спортзал, две сауны, пляж «лидо» и универсальный магазин. Но проект остался неосуществлённым.

## Модернизация

### Проектные исследования 1980-х годов
В 1981—1982 годах в Северном проектно-конструкторском бюро был выполнен ряд проектных исследований по совершенствованию боевых и эксплуатационных возможностей кораблей проекта и возможности установки на нём новых образцов вооружения и техники. В ходе исследовательских работ были рассмотрены различные варианты энергетической установки, одновременно выяснялась возможность замены котлотурбинной энергетической установки на газотурбинную. Всего было проработано пять вариантов ГЭУ с разным составом и различными мощностями, диапазон водоизмещений проектируемого корабля колебался от 8000 до 14 000 тонн.
В процессе проектных исследований рассматривался целый ряд потенциальных изменений в составе вооружения корабля, благодаря которым модернизированный корабль следовало бы рассматривать уже как многоцелевой. В плане изменения состава средств ПЛО были проработаны варианты размещения на эсминце более мощных гидроакустических комплексов для увеличения дальности и улучшения точностно-вероятностных характеристик обнаружения подводных целей. Рассматривался вариант усиления авиационного компонента корабля до двух противолодочных вертолётов с соответствующим боезапасом.
Улучшение возможностей радиолокационных средств по освещению воздушной обстановки и обеспечению целеуказания оружия должно было обеспечиваться размещением на корабле второго антенного поста радиолокационной системы общего обнаружения. К зенитно-ракетному комплексу средней дальности «Ураган» добавлялось от двух до четырёх боевых модулей зенитного ракетно-артиллерийского комплекса самообороны.
Результаты анализа военно-экономической эффективности показали, что проведение модернизации эскадренного миноносца проекта 956 методом простого сложения всех видов вооружения на одном корабле способно сделать проект многофункциональным. Однако в ходе проведённого анализа проведение модернизации по этому методу было признано очень дорогим путём к решению поставленной проблемы, поэтому рассмотрение глубокой модернизации проекта своего дальнейшего развития до конца 1980-х годов так не получило.

### Проект 956У
Работы над проектом эсминца с усиленным составом вооружения (пр. 956У) были начаты в Северном ПКБ в конце 1980-х годов. Главным конструктором проекта оставался И. И. Рубис, главным наблюдающим от ВМФ был сначала капитан 2 ранга С. Н. Сургаев, а позднее капитан 2 ранга М. А. Цюх. Проектом было предусмотрено три варианта модернизации. Отличие первого варианта от базового проекта 956 состояло в том, что вместо пусковых установок для ПКР «Москит» на корабле размещались наклонные универсальные пусковые установки СМ-403 для 16 крылатых ракет класса ПКР и КРБД. Отличие второго варианта от первого заключалось в том, что помимо замены пусковых установок комплекса «Москит» на корабле на месте кормовой АУ АК-130 размещалась установка вертикального пуска 3С-14 на 16 крылатых ракет «Калибр». Третий вариант модернизации предусматривал размещение только кормовой УВПУ на 24 ракеты с демонтажем ПУ ПКРК «Москит».
В УПУ и УВПУ всех трёх вариантов предполагалось разместить крылатые ракеты «Оникс» и «Калибр» в любой комбинации. Целеуказание для крылатых ракет должен был обеспечивать новый радиолокационный комплекс (РЛК) «Монумент», устанавливаемый взамен РЛК «Минерал» (КРС-27). Установки РБУ-1000 и все ЗАК АК-630М снимались. Вместо них предполагалось разместить 2 боевых модуля ЗРАК «Кортик» (для первых двух вариантов) и 4 аналогичных модуля для третьего варианта. Стандартное водоизмещение модернизированного корабля в окончательном варианте приблизилось к уровню 6 700—6 750 тонн.
Все необходимые проектные работы были выполнены к концу 1991 года. Однако из-за отсутствия финансовых средств в период практически полного прекращения финансирования военного судостроения достройка уже заложенных кораблей по проекту 956У не производилась, а все дальнейшие работы по нему были свёрнуты.

### Проект 956Э
В 1997—2000 годах два корпуса (№ 878 «Екатеринбург» — бывший «Важный» и № 879 «Александр Невский» — бывший «Вдумчивый») были достроены по проекту 956Э и поставлены ВМС НОАК Китайской Народной Республики. Технический проект эскадренного миноносца проекта 956Э был откорректирован «Северным ПКБ»; также были разработаны новые рабочие чертежи, необходимые для строительства кораблей по изменённому проекту.
Контракт на продажу кораблей, построенных по этому проекту, был подписан 19 ноября 1997 года, а уже в декабре 1999 года первый эсминец был сдан комиссии, а затем передан китайскому экипажу под названием «Ханьчжоу» (б/н 136). Второй корабль, «Фучжоу» (б/н 137), был передан китайскому экипажу в декабре 2000 года. По своим тактико-техническим характеристикам и конструкции проект 956Э почти полностью повторяет проект 956. Изменения затронули только состав вооружения, выполненный в экспортном исполнении и главную энергетическую установку.

### Проект 956ЭМ
Проект 956-ЭМ, разработанный Северным ПКБ под руководством главного конструктора В. П. Мишина, существенно отличается от базового проекта 956 и от проекта 956-Э. От своих предшественников этот проект отличается возросшими главными размерениями корабля, повышенной до 200 км дальностью стрельбы модернизированного ПКРК «Москит-МЭ», заменой четырёх ЗАК АК-630 на два боевых модуля зенитного ракетно-артиллерийского комплекса «Каштан», отсутствием кормовой артиллерийской установки, на место которой была «сдвинута» ПУ ЗРК «Штиль», наличием в кормовой надстройке под грот-мачтой полноценного вертолётного ангара для постоянного базирования вертолёта. Два корабля, построенные по данному проекту: «Тайчжоу» (б/н 138) и «Нинбо» (б/н 139) были введены в состав Военно-морских сил КНР в 2005—2006 годах.

## История службы
Первый корабль проекта 956 («Современный») вступил в состав советского Военно-Морского Флота 24 января 1981 года. Уже 30 декабря этого же года он, по плану испытаний корабельного вооружения, совершил первый межфлотский переход среди всех эсминцев 956-го проекта, обогнул Европу и, выйдя из Средиземного моря, прибыл в Севастопольскую ВМБ. 20 марта 1983 года, находясь на первой боевой службе, эсминцы «Современный» и «Отчаянный» в составе КУГ из нескольких кораблей провели учебную минную постановку.
Из четырнадцати эскадренных миноносцев проекта 956, переданных флоту до 8 декабря 1991 года, восемь кораблей («Современный», «Отчаянный», «Отличный», «Безупречный», «Окрылённый», «Гремящий», «Расторопный» и «Безудержный») вошли в состав 56-й бригады эсминцев 7-й ОПЭСК Северного флота ВМФ СССР, шесть других кораблей («Осмотрительный», «Боевой», «Стойкий», «Быстрый», «Бурный» и «Безбоязненный») вошли в состав разных соединений Тихоокеанского флота (преимущественно в состав 175-й бригады ракетных кораблей).
Во время службы в Военно-Морском Флоте СССР эскадренные миноносцы проекта 956 принимали активное участие в большом числе боевых служб и военно-морских учений, таких как «Океан-83», «Атлантика-84», «Заполярье-84», «Эскадра-84», «Монкада-85» и других. Корабли проекта выполняли контроль за учениями ВМС стран НАТО в Норвежском и Средиземном морях, следили за корабельными и авианосными группами флотов США и Великобритании. Помимо боевых задач, эсминцы проекта 956 выполняли и мирные миссии, наносили официальные и дружеские визиты в порты ряда стран: Алжира, Вьетнама, ГДР, Греции, Египта, Индии, КНР, Кубы, Ливии, Сирии, США, ФРГ, Югославии, стран Африки и других, демонстрируя советский военно-морской флаг.
Распад СССР привёл к резкому (в 20 раз) сокращению государственного заказа для ВМФ, включающего как строительство новых кораблей, так и комплексный ремонт кораблей уже находящихся в составе флота. Недофинансирование затронуло и корабли проекта 956: строительство новых эскадренных миноносцев было прекращено (достраивались лишь уже заложенные), а текущий и средний ремонт уже построенных кораблей задерживался, либо вообще не проводился. Это, а также проблемы с эксплуатацией котлотурбинной энергетической установки, привели к тому, что большинство эсминцев проекта 956 находилось в строю менее десяти лет, хотя расчётный срок их службы должен был превышать два десятилетия. Так, всего пять лет эксплуатировался эсминец «Стойкий», шесть лет — «Окрылённый», семь лет — «Безудержный» и «Осмотрительный», восемь лет — «Безупречный», «Гремящий» и «Расторопный», девять лет — «Боевой» и «Безбоязненный».
В итоге, уже к 2002 году из семнадцати эсминцев, построенных для ВМФ СССР и ВМФ России, в строю фактически находилось всего пять кораблей: «Боевой», «Бурный», «Беспокойный», «Настойчивый» и «Бесстрашный», остальные корабли либо были разделаны на металл, либо отправлены в резерв или на консервацию. К 2011 году из семнадцати эсминцев в строю фактически осталось всего три корабля: «Настойчивый» — на ДКБФ (флагман), «Быстрый» — на КТОФ, «Адмирал Ушаков» — на СФ.
После 1991 года активность эксплуатации эскадренных миноносцев проекта 956 многократно снизилась и в составе ВМФ России этим кораблям удалось поучаствовать лишь в нескольких выходах на боевую службу. В декабре 1995—марте 1996 года эсминец «Бесстрашный» в составе АМГ (ТАКР «Адмирал Кузнецов», АПЛ «Волк», сторожевой корабль «Пылкий», 3 танкера и 2 спасательных буксира) нёс боевую службу в Средиземном море и Атлантике с посещением портов Туниса, Сирии и Мальты.
С 17 февраля по 30 апреля 1997 года эсминец «Настойчивый» из состава Балтийского флота под командование контр-адмирала В. Н. Апановича совершил поход в южную часть Атлантического океана и Индийский океан по маршруту Балтийск — Абу-Даби — Саймонстаун — Кейптаун — Балтийск. Участие корабля в международной выставке вооружений в Абу-Даби способствовало заключению контракта на продажу двух эскадренных миноносцев проекта 956-Э.
В сентябре-октябре 2004 года эсминец «Адмирал Ушаков» (бывший «Бесстрашный») в составе АМГ (ТАКР «Адмирал Кузнецов», ТАРКР «Пётр Великий», ракетный крейсер «Маршал Устинов», 2 БПК, танкер и 2 буксира) участвовал в учениях Северного флота в Северо-Восточной Атлантике.

### На боевой службе

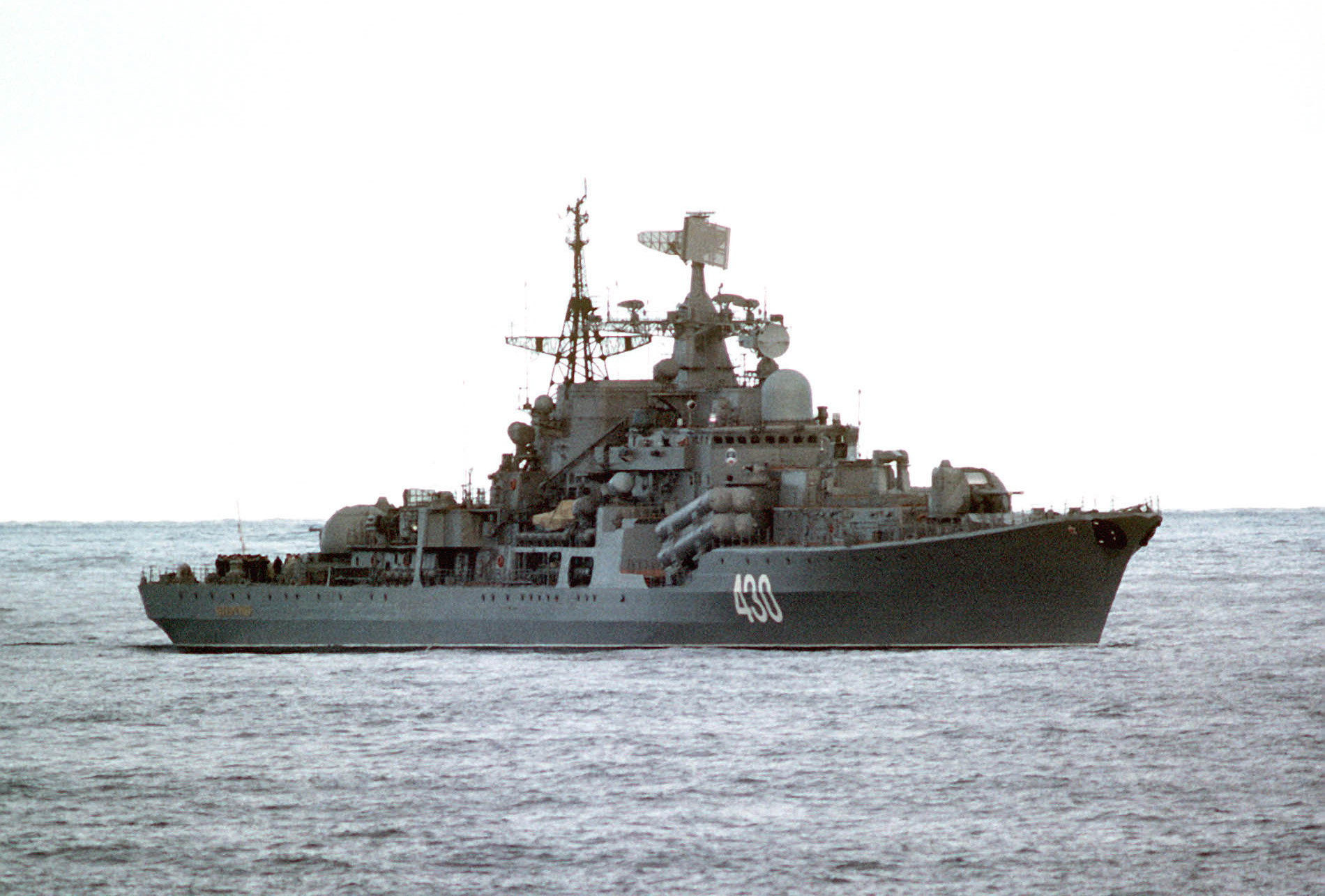
«Безупречный»
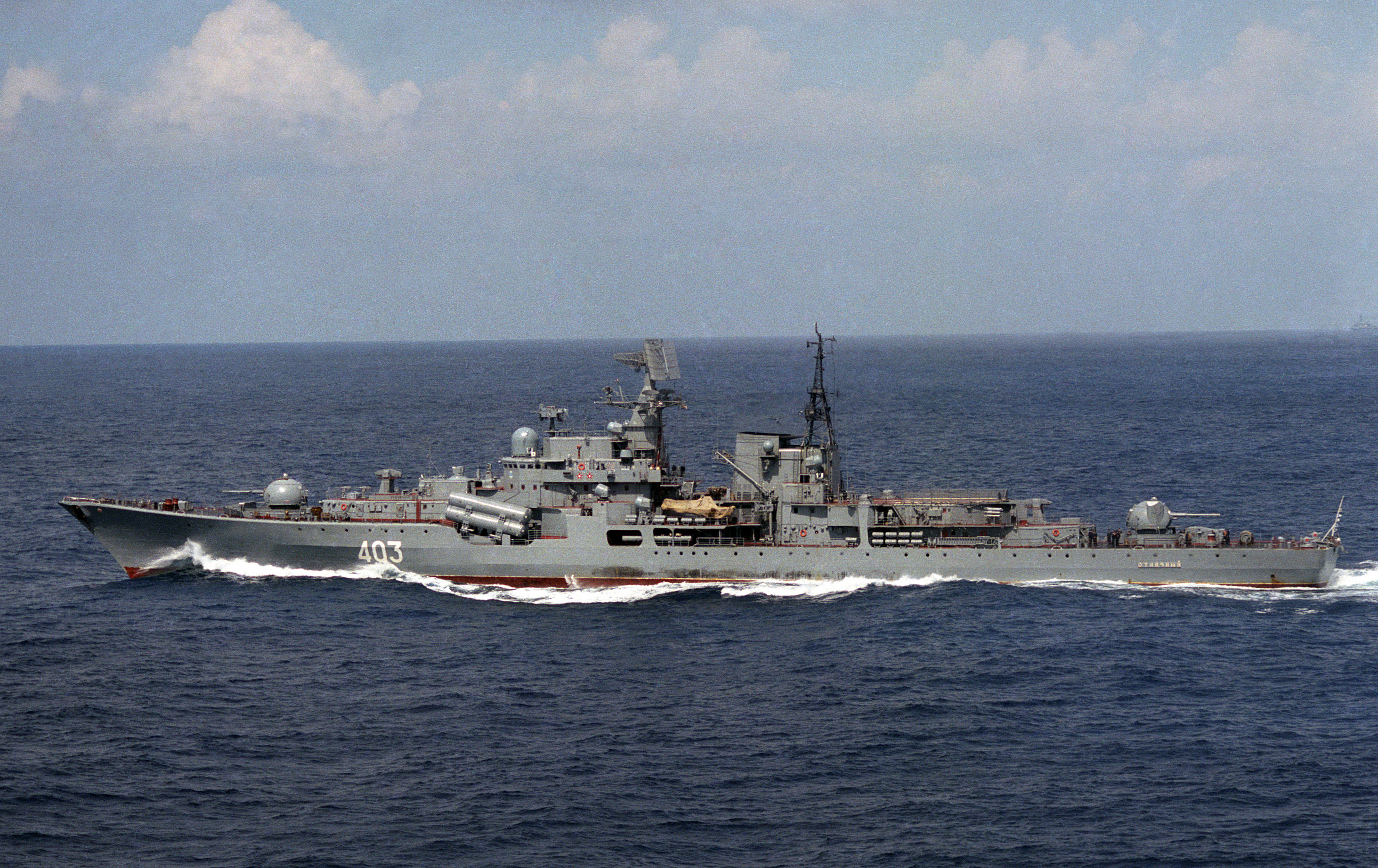
«Отличный»
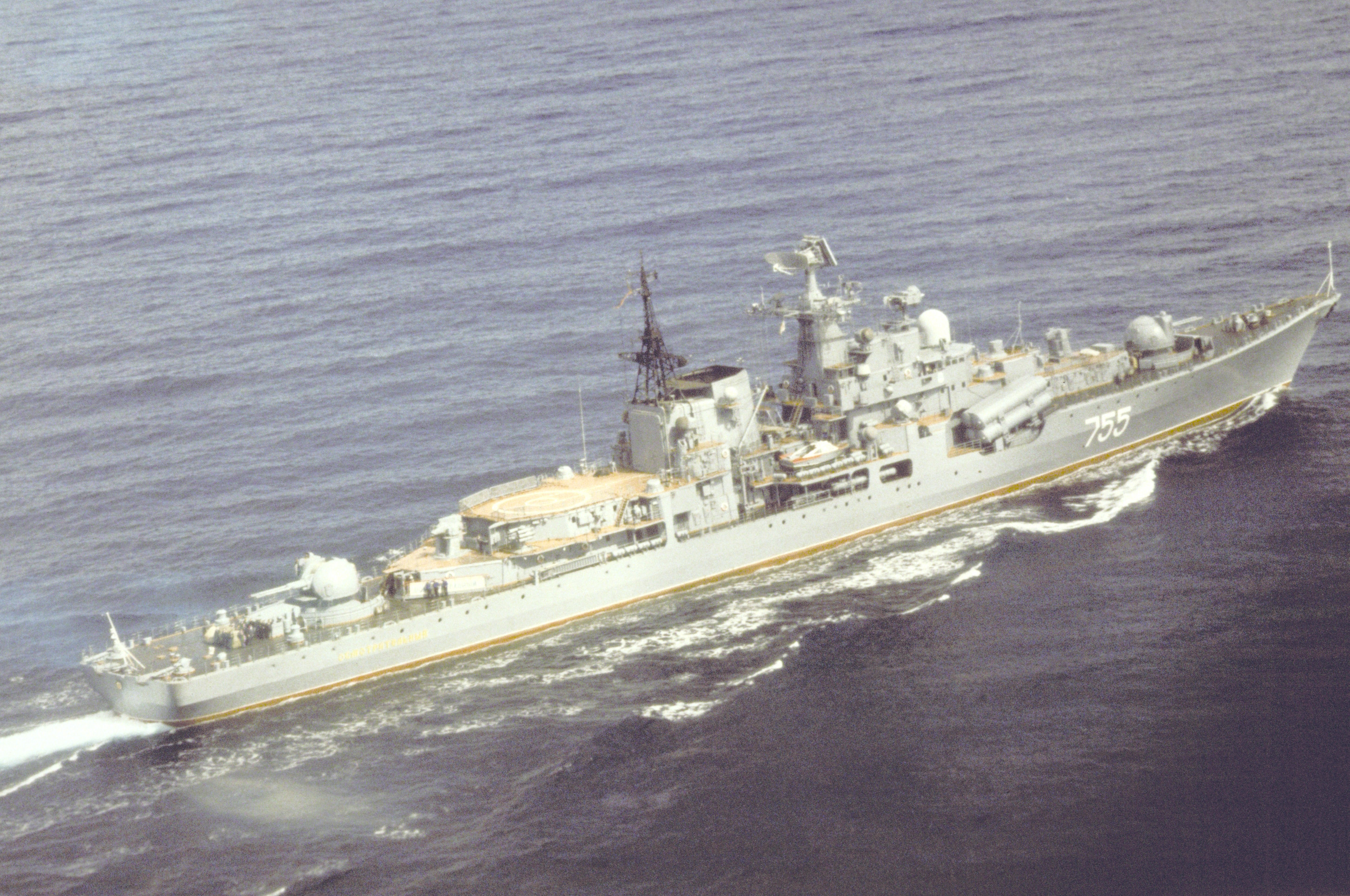
«Осмотрительный»

## Оценка проекта

### Сравнение с другими кораблями третьего поколения

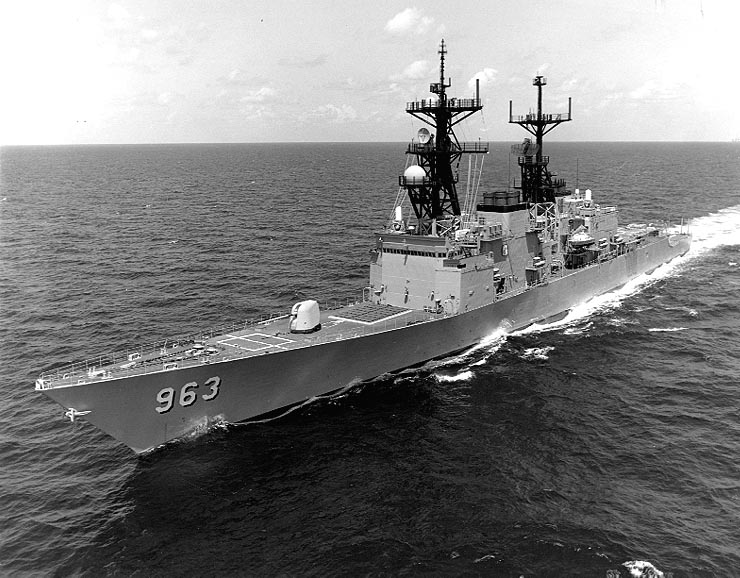
«Спрюэнс» — USS Spruance (DD-963)

Главным боевым противником кораблей проекта 956 в 1980-е годы являлся его американский аналог — эсминец третьего поколения типа «Спрюэнс». Эскадренные миноносцы типа «Спрюэнс» имели более «прогонистый» (узкий) корпус и вследствие этого — меньшую мореходность и повышенную бортовую качку и заливаемость по сравнению с кораблями проекта 956.
Газотурбинная энергетическая установка «Спрюэнса» обладает несомненным преимуществом перед котлотурбинной ЭУ проекта 956: помимо компактности, меньшего веса, простоты обслуживания и ремонта, а также повышенной живучести при сотрясениях и боевых повреждениях газовые турбины «Спрюэнса» развивают полную мощность из холодного состояния всего за 12 минут, тогда как котлам, установленным на проекте 956, требуется для этого 1,5 часа.
По артиллерийскому и противокорабельному вооружению проект 956 превосходит тип «Спрюэнс», но противолодочные возможности последнего существенно выше за счёт более мощной, чем «Платина-С», гидроакустической станции AN/SQS-53 и наличия в составе вооружения управляемого противолодочного комплекса ASROC. Экипаж эсминцев проекта 956 на 50 человек больше, чем экипаж эсминцев типа «Спрюэнс».
Установка на «Спрюэнсы» в ходе модернизаций вертикальных пусковых установок Mk-41, предназначенных для размещения крылатых ракет «Томагавк», дала «Спрюэнсу» широкие возможности атаки удалённых береговых объектов и преимущество в дальности действия вооружения за счёт размещения противокорабельной модификации «Томагавка» RGM-109B TASM (Tomahawk Anti-ship missile).
При сравнении корабля пр. 956 с американским ЭМ «Kidd» превосходство сохраняется, но несколько сглаживается в решении задач ПВО и УРО. Но следует помнить, что «Kidd» создавался в своё время для ВМС Ирана и попал в ВМС США «случайно» (после расторжения контракта из-за произошедшей в Иране исламской революции)... Сравнивать же наш корабль с английскими, французскими и итальянскими ЭМ постройки 1970-1990-х гг. бесполезно, так как боевые возможности эсминца проекта 956 здесь вне конкуренции.
|                                                      |                                               |
| Японский эсминец JS Hatakaze (DD-171)                | Французский эсминец Latouche Treville (D 646) |
|                                                      |                                               |
| Итальянский эсминец Luigi Durand de la Penne (D 560) | Английский эсминец HMS Birmingham (D86)       |

### Сравнение с кораблями четвёртого поколения

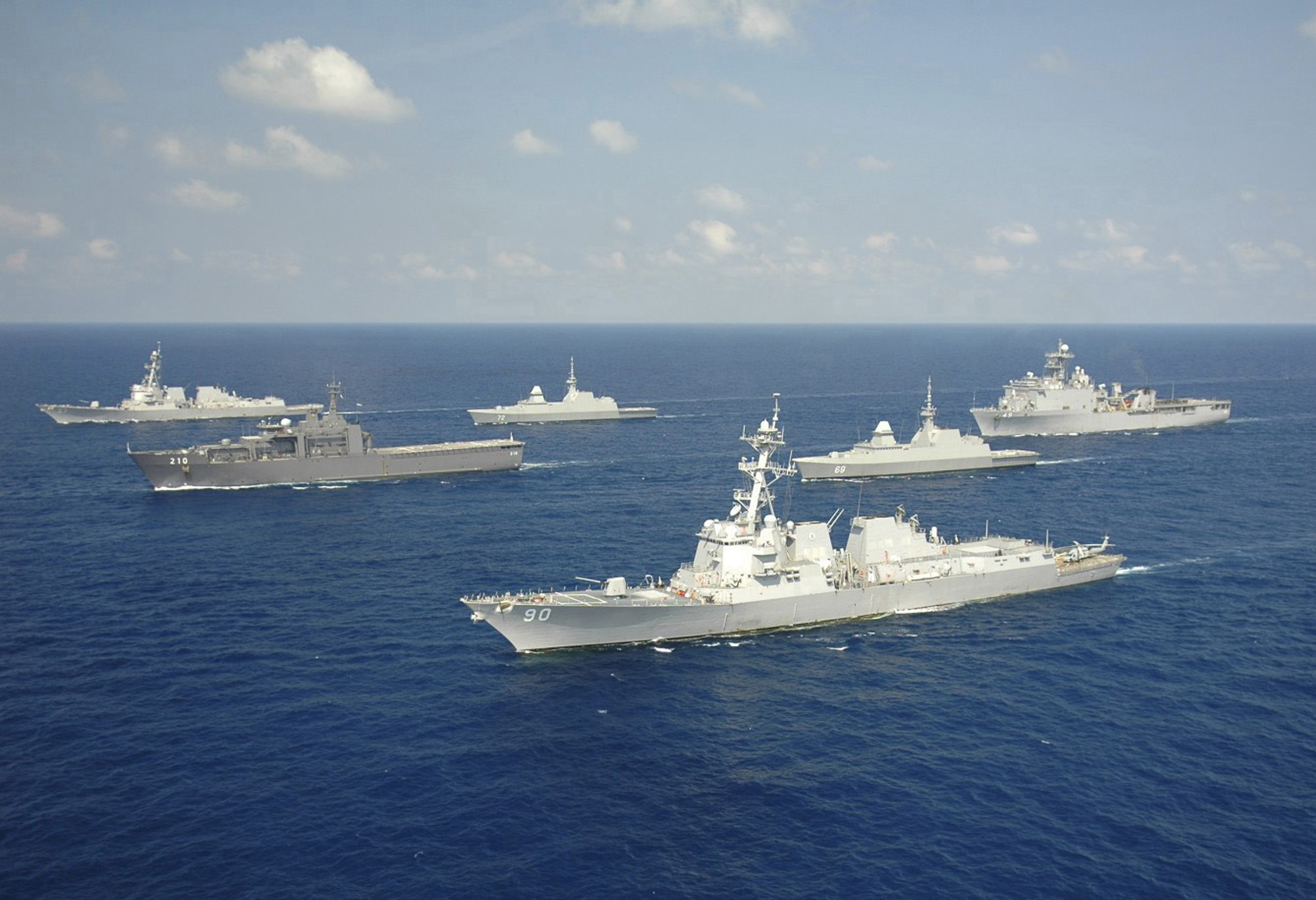
Эскадренные миноносцы типа «Арли Бёрк» и сингапурские фрегаты типа «Лафайет»

Основным боевым соперником в водах Мирового океана для эсминцев проекта 956 на 2009 год являются спроектированные в 1980—1985 годах эскадренные миноносцы типа «Арли Бёрк». Однако боевые качества этих эсминцев, принадлежащих к двум разным поколениям, несопоставимы: эсминцы проекта 956 существенно уступают американским кораблям типа «Арли Бёрк» по целому ряду показателей. Уже к моменту ввода в состав ВМС США первого эсминца типа «Арли Бёрк» эскадренные миноносцы проекта 956 являлись технически устаревшими кораблями, лишёнными конструктивной защиты и многофункциональной БИУС, c единственной РЛС обнаружения воздушных целей, слабыми возможностями гидроакустической станции по поиску ПЛ, котлотурбинной ГЭУ и относительно слабой ПВО. Однако у эсминцев проекта 956 имеются также два недостатка, свойственных и эсминцам «Арли Бёрк» первой серии: отсутствие вертолётного ангара и недостаточная дальность плавания на оперативной скорости, причём по последнему показателю американские эсминцы имеют определённое преимущество: 4400 миль на 20 узлах против 3940 миль на 18 узлах для советских эсминцев 956-го проекта. Единственным преимуществом советского эсминца над типом «Арли Бёрк» является более мощное, чем у американского эсминца, противокорабельное и артиллерийское вооружение.

### Общая оценка проекта
Оценивать этот корабль достаточно сложно, особенно с позиции «Надо бы больше и лучше». Несомненно, офицеры бы хотели каюты попросторнее, механики — более удобную в эксплуатации дизель- или газотурбинную установку, противолодочники — мощнейшую цифровую ГАС «Полином», радиометристы — «Подкат» или что-либо поновее для обнаружения низколетящих целей… Но нашему ВМФ достался именно такой корабль, какой есть.Павлов А. С. Эсминцы 1 ранга.
В дуэльной ситуации «кто кого» после израсходования с обеих сторон противокорабельных ракет и при отсутствии авиационного прикрытия эскадренный миноносец проекта 956 «становится хозяином положения в борьбе с любым надводным кораблём мира».
Несмотря на то, что к 2010 году эскадренные миноносцы проекта 956, если сравнивать их с новыми кораблями четвёртого поколения, безусловно устарели, прекрасные модернизационные возможности, имеющиеся у проекта, позволяют придать ему требуемые в новых условиях боевые качества посредством замены устаревших систем корабельного вооружения на более современное.

## Использованная литература и источники
1. 1 2 3 4  Павлов А. С. Эсминцы 1 ранга. — Якутск: Сахаполиграфиздат, 2000. — С. 2.
2. 1 2 3  Овсянников С. И., Спиридопуло В. И. Советский суперэсминец третьего поколения. Часть 1. Формирование архитектурно-конструктивного облика // История корабля : альманах. — предприниматель Богатов С . А., 2004. — Вып. 1, № 1. — С. 6.
3. 1 2 3 4  Пискунов А. А., Бесхмельницын П. И. Отчёт по результатам проверки законности, полноты и своевременности возмещения в федеральный бюджет ОАО «Судостроительный завод „Северная верфь“» расходов на строительство двух эскадренных миноносцев, проданных в КНР в 1999-2000 годах : Отчёт Счётной палаты. — С. 3. Архивировано из оригинала 9 июля 2012 года.
4. 1 2  Овсянников С. И., Спиридопуло В. И. Советский суперэсминец третьего поколения. Часть 1. Формирование архитектурно-конструктивного облика // История корабля : альманах. — предприниматель Богатов С . А., 2004. — Вып. 1, № 1. — С. 7.
5. 1 2 3 4 5 6 7 8  Апальков Ю. В. Корабли ВМФ СССР. Справочник в 4 томах. — СПб.: Галея Принт, 2003. — Т. II, часть I. Авианесущие корабли. Ракетно-артиллерийские корабли. — С. 83. — ISBN 5-8172-0080-5.
6. 1 2  Апальков Ю. В. Корабли ВМФ СССР. Справочник в 4 томах. — СПб.: Галея Принт, 2003. — Т. II, часть I. Авианесущие корабли. Ракетно-артиллерийские корабли. — С. 76.
7. 1 2 3  Овсянников С. И., Спиридопуло В. И. Советский суперэсминец третьего поколения. Часть 1. Формирование архитектурно-конструктивного облика // История корабля : альманах. — предприниматель Богатов С . А., 2004. — Вып. 1, № 1. — С. 9.
8. ↑  Павлов А. С. Эсминцы 1 ранга. — Якутск: Сахаполиграфиздат, 2000. — С. 3.
9. 1 2 3 4  Овсянников С. И., Спиридопуло В. И. Советский суперэсминец третьего поколения. Часть 1. Формирование архитектурно-конструктивного облика // История корабля : альманах. — предприниматель Богатов С . А., 2004. — Вып. 1, № 1. — С. 10.
10. 1 2  Павлов А. С. Эсминцы 1 ранга. — Якутск: Сахаполиграфиздат, 2000. — С. 4.
11. 1 2 3 4 5  Овсянников С. И., Спиридопуло В. И. Советский суперэсминец третьего поколения. Часть 1. Формирование архитектурно-конструктивного облика // История корабля : альманах. — предприниматель Богатов С . А., 2004. — Вып. 1, № 1. — С. 12.
12. ↑  Платонов А. В. Советские миноносцы. — СПб.: Галея-Принт, 2003. — Т. 2. — С. 73. — 102 с. — ISBN 5-8172-0078-3.
13. 1 2 3 4  Платонов А. В. Советские миноносцы. — СПб.: Галея-Принт, 2003. — Т. 2. — С. 77.
14. ↑  Павлов А. С. Эсминцы 1 ранга. — Якутск: Сахаполиграфиздат, 2000. — С. 6.
15. ↑  Никольский А. Последний советский эсминец // Тайфун : альманах. — 2000. — Вып. 26, № 7. — С. 2.
16. 1 2 3 4 5  Овсянников С. И., Спиридопуло В. И. Советский суперэсминец третьего поколения. Часть 1. Формирование архитектурно-конструктивного облика // История корабля : альманах. — предприниматель Богатов С . А., 2004. — Вып. 1, № 1. — С. 11.
17. 1 2 3 4 5 6  Пискунов А. А., Бесхмельницын П. И. Отчёт по результатам проверки законности, полноты и своевременности возмещения в федеральный бюджет ОАО «Судостроительный завод „Северная верфь“» расходов на строительство двух эскадренных миноносцев, проданных в КНР в 1999-2000 годах : Отчёт Счётной палаты. — С. 4. Архивировано из оригинала 9 июля 2012 года.
18. ↑  Васильев А. М. и др. СПКБ. 60 лет вместе с флотом. — СПб.: История корабля, 2006. — С. 37. — 304 с. — 1500 экз. — ISBN 5-903152-01-5.
19. ↑  Павлов А. С. Эсминцы 1 ранга. — Якутск: Сахаполиграфиздат, 2000. — С. 15.
20. 1 2  Васильев А. М. и др. СПКБ. 60 лет вместе с флотом. — СПб.: История корабля, 2006. — С. 251.
21. ↑  Васильев А. М. и др. СПКБ. 60 лет вместе с флотом. — СПб.: История корабля, 2006. — С. 252.
22. 1 2 3 4 5 6 7 8  Павлов А. С. Эсминцы 1 ранга. — Якутск: Сахаполиграфиздат, 2000. — С. 8.
23. 1 2 3 4 5 6  Павлов А. С. Эсминцы 1 ранга. — Якутск: Сахаполиграфиздат, 2000. — С. 7.
24. 1 2 3 4 5 6 7 8  Овсянников С. И., Спиридопуло В. И. Советский суперэсминец третьего поколения. Часть 3. Отличительные особенности проекта 956 // История корабля : альманах. — предприниматель Богатов С . А., 2005. — Вып. 3, № 1. — С. 10.
25. 1 2 3  Овсянников С. И., Спиридопуло В. И. Советский суперэсминец третьего поколения. Часть 3. Отличительные особенности проекта 956 // История корабля : альманах. — предприниматель Богатов С . А., 2005. — Вып. 3, № 1. — С. 9.
26. 1 2 3 4 5 6  Овсянников С. И., Спиридопуло В. И. Советский суперэсминец третьего поколения. Часть 3. Отличительные особенности проекта 956 // История корабля : альманах. — предприниматель Богатов С. А., 2005. — Вып. 3, № 1. — С. 15.
27. 1 2 3 4 5 6 7 8 9 10 11 12 13 14 15 16 17 18  Овсянников С. И., Спиридопуло В. И. Советский суперэсминец третьего поколения. Часть 3. Отличительные особенности проекта 956 // История корабля : альманах. — предприниматель Богатов С. А., 2005. — Вып. 3, № 1. — С. 16.
28. 1 2 3 4 5 6 7 8 9 10  Павлов А. С. Эсминцы 1 ранга. — Якутск: Сахаполиграфиздат, 2000. — С. 9.
29. 1 2 3 4 5 6 7 8  Никольский А. Последний советский эсминец // Тайфун : альманах. — 2000. — Вып. 26, № 7. — С. 4.
30. 1 2 3 4 5 6 7 8 9 10  Павлов А. С. Эсминцы 1 ранга. — Якутск: Сахаполиграфиздат, 2000. — С. 12.
31. 1 2  Овсянников С. И., Спиридопуло В. И. Советский суперэсминец третьего поколения. Часть 3. Отличительные особенности проекта 956 // История корабля : альманах. — предприниматель Богатов С . А., 2005. — Вып. 3, № 1. — С. 11.
32. 1 2  Овсянников С. И., Спиридопуло В. И. Советский суперэсминец третьего поколения. Часть 3. Отличительные особенности проекта 956 // История корабля : альманах. — предприниматель Богатов С . А., 2005. — Вып. 3, № 1. — С. 12.
33. 1 2 3 4  Павлов А. С. Эсминцы 1 ранга. — Якутск: Сахаполиграфиздат, 2000. — С. 11.
34. 1 2 3 4  Павлов А. С. Эсминцы 1 ранга. — Якутск: Сахаполиграфиздат, 2000. — С. 10.
35. 1 2 3 4  Овсянников С. И., Спиридопуло В. И. Советский суперэсминец третьего поколения. Часть 3. Отличительные особенности проекта 956 // История корабля : альманах. — предприниматель Богатов С . А., 2005. — Вып. 3, № 1. — С. 13.
36. 1 2 3 4 5 6 7  Никольский А. Последний советский эсминец // Тайфун : альманах. — 2000. — Вып. 26, № 7. — С. 5.
37. 1 2 3 4 5 6 7  Овсянников С. И., Спиридопуло В. И. Советский суперэсминец третьего поколения. Часть 3. Отличительные особенности проекта 956 // История корабля : альманах. — предприниматель Богатов С . А., 2005. — Вып. 3, № 1. — С. 14.
38. 1 2 3 4  Овсянников С. И., Спиридопуло В. И. Советский суперэсминец третьего поколения. Часть 3. Отличительные особенности проекта 956 // История корабля : альманах. — предприниматель Богатов С . А., 2005. — Вып. 3, № 1. — С. 19.
39. ↑  Павлов А. С. Сторожевой корабль «Неустрашимый». — Якутск: Сахаполиграфиздат, 1997. — С. 12.
40. 1 2 3 4  Эскадренные миноносцы проекта 956. atrina flot. Дата обращения: 26. 01. 2011. Архивировано из оригинала 18 июля 2012 года.
41. ↑  У Балтийского флота возможно новый флагман. Дата обращения: 16 марта 2025. Архивировано 16 марта 2025 года.
42. 1 2 3  Эскадренные миноносцы проекта 956ЭМ. atrina flot. Дата обращения: 5 декабря 2009. Архивировано из оригинала 13 февраля 2009 года.
43. 1 2 3 4 5 6 7 8 9  Овсянников С. И., Спиридопуло В. И. Советский суперэсминец третьего поколения. Часть 3. Отличительные особенности проекта 956 // История корабля : альманах. — предприниматель Богатов С . А., 2005. — Вып. 3, № 1. — С. 18.
44. 1 2  Васильев А. М. и др. СПКБ. 60 лет вместе с флотом. — СПб.: История корабля, 2006. — С. 264.
45. ↑  Эскадренные миноносцы проекта 956Э. atrina flot. Дата обращения: 5. 12. 2009. Архивировано из оригинала 26 декабря 2007 года.
46. 1 2  Павлов А. С. Эсминцы 1 ранга. — Якутск: Сахаполиграфиздат, 2000. — С. 14.
47. 1 2  Павлов А. С. Эсминцы 1 ранга. — Якутск: Сахаполиграфиздат, 2000. — С. 14—40.
48. ↑  Панов А. В. Морская сила России. — М.: Эксмо, 2005. — С. 394. — 448 с. — ISBN 5-699-10186-1.
49. ↑  Балакин С. А., Заблоцкий В. П. Советские авианосцы. Авианесущие крейсера адмирала Горшкова. — М.: Коллекция, Яуза, ЭКСМО, 2007. — 240 с. — P. 206—209. — (Арсенал коллекция). — 3000 экз. — ISBN 978-5-699-20954-5.
50. ↑  Аристович Ю. Ю., Демьянченко О. Д. Дивизия надводных кораблей Балтийского флота // Тайфун : военно-технический альманах. — 2001. — Вып. 33, № 2. — С. 21.
51. ↑  Балакин С. А., Заблоцкий В. П. Советские авианосцы. Авианесущие крейсера адмирала Горшкова. — М.: Коллекция, Яуза, ЭКСМО, 2007. — P. 213.
52. 1 2 3  Павлов А. С. Эсминцы 1 ранга. — Якутск: Сахаполиграфиздат, 2000. — С. 13.
53. ↑  Никольский А. Последний советский эсминец // Тайфун : альманах. — 2000. — Вып. 26, № 7. — С. 6.
54. ↑  Однако, следует заметить что подобная ситуация весьма маловероятна.
55. ↑  Овсянников С. И., Спиридопуло В. И. Советский суперэсминец третьего поколения. Часть 3. Отличительные особенности проекта 956 // История корабля : альманах. — предприниматель Богатов С . А., 2005. — Вып. 3, № 1. — С. 20.